# Ludwig von Welden

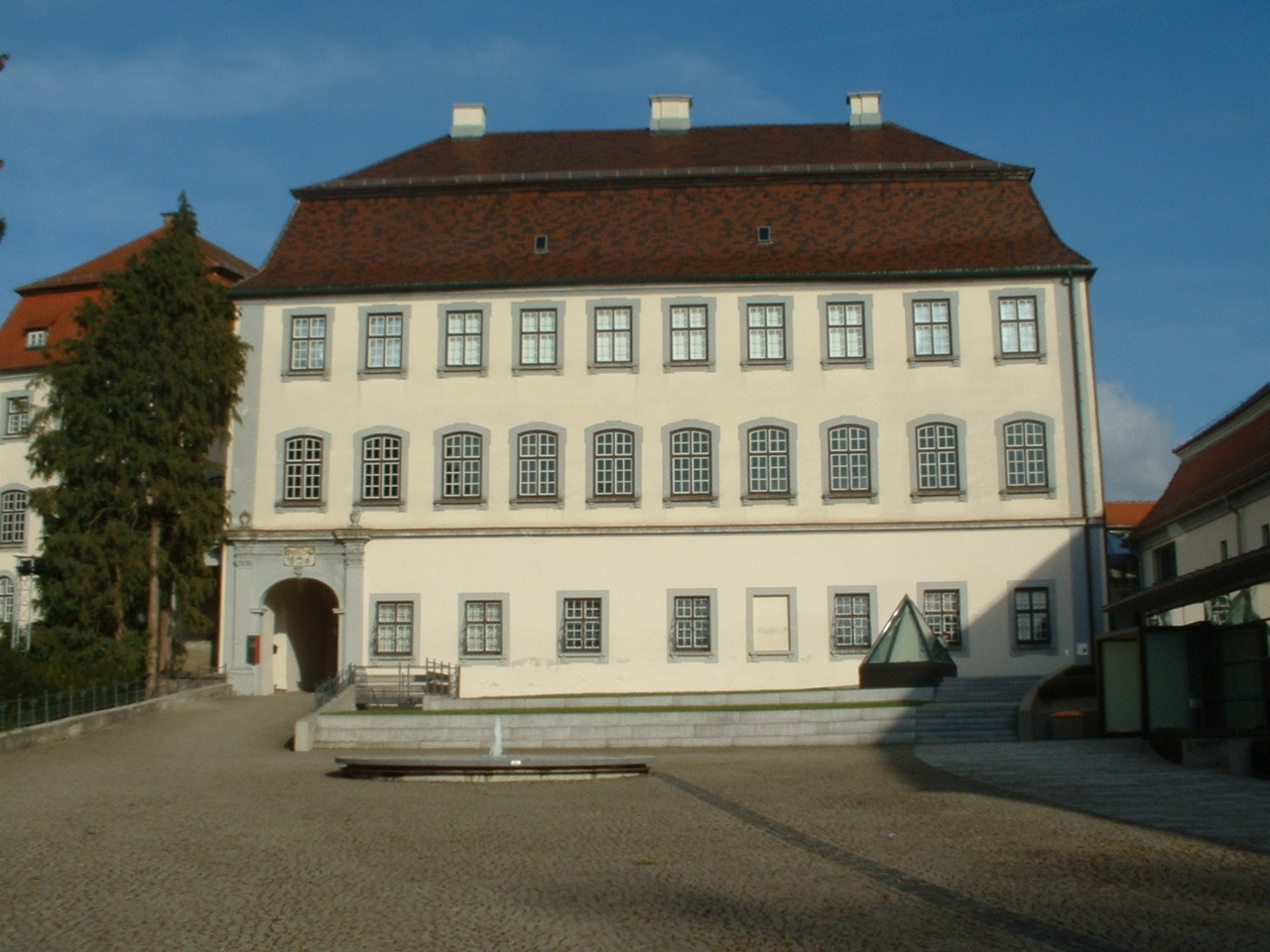
Welden kastélya Laupheimben

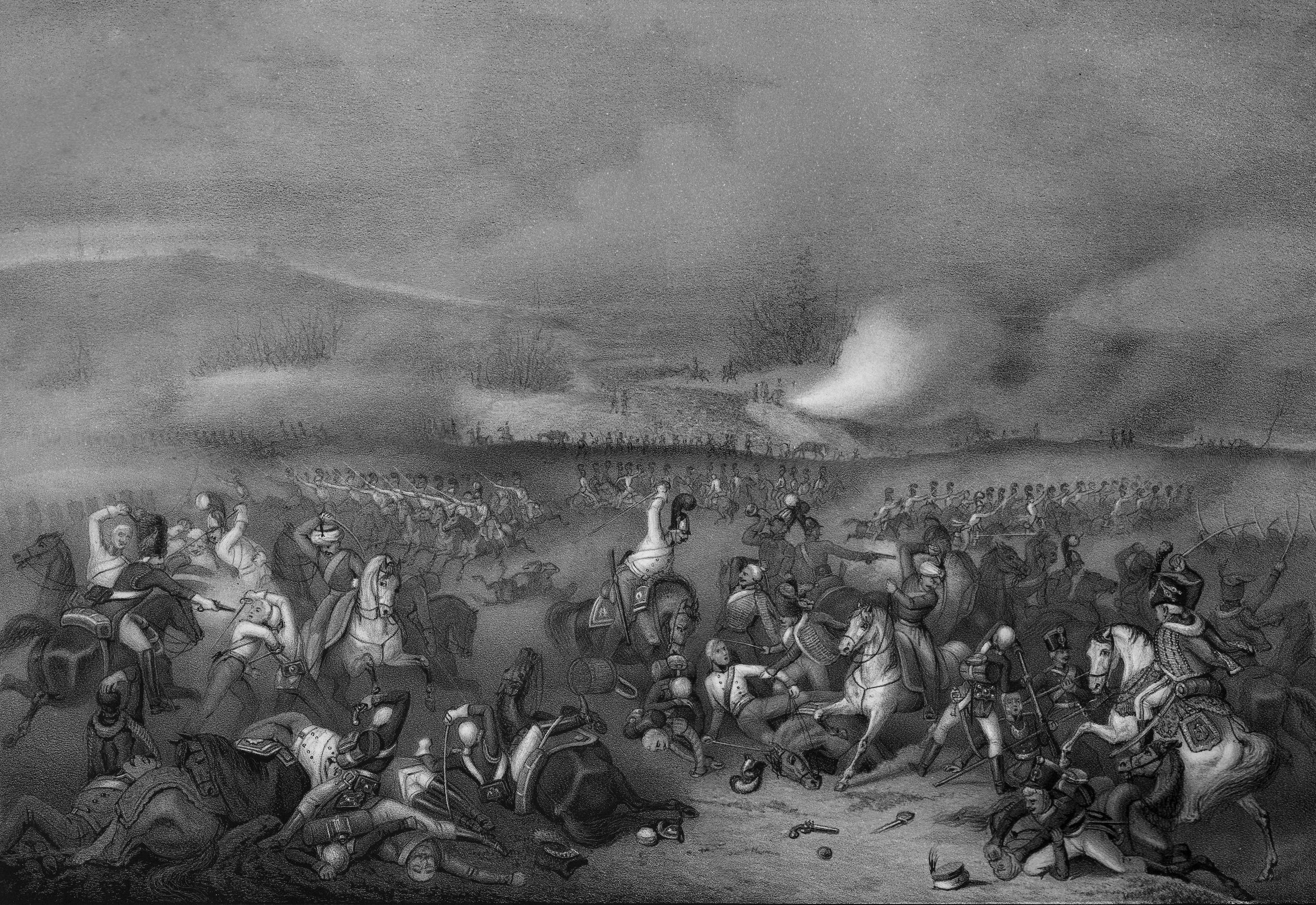
Az austerlitzi csata

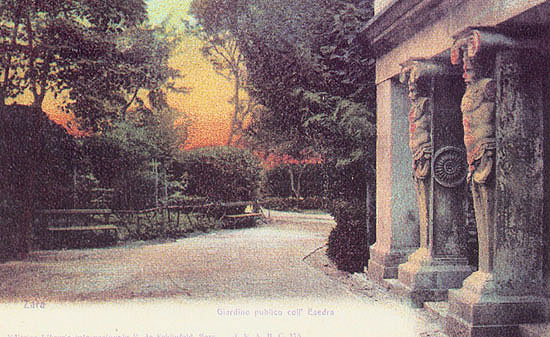
A Jelene Madijevka park

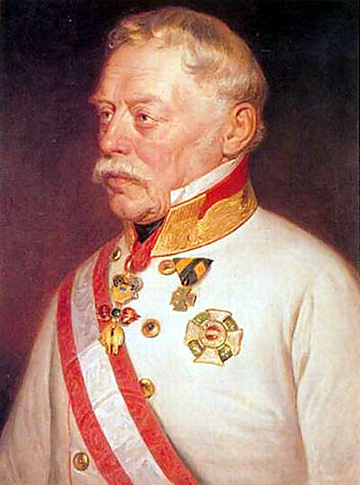
Radetzky tábornagy, az itáliai front hőse, Welden példaképe

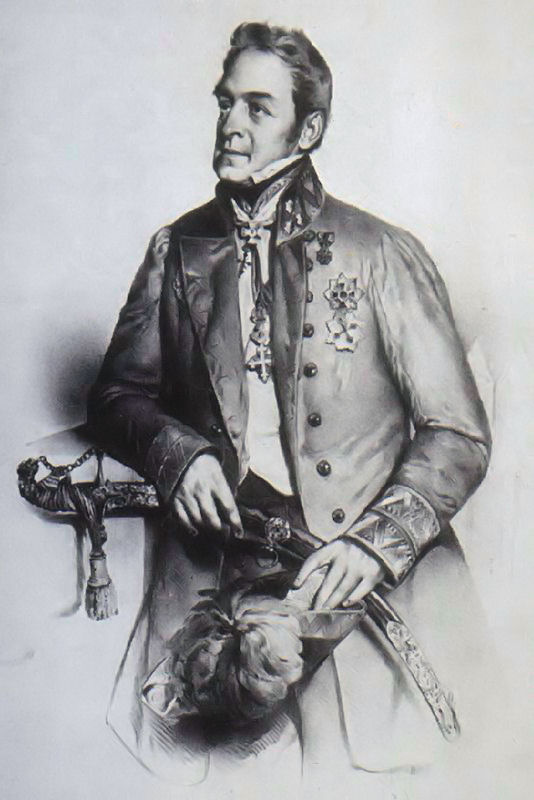
Ludwig Welden fiatalkori képe, Josef Kriehuber litográfiája

Báró Ludwig von Welden (németül Franz Ludwig Freiherr von Welden) (Laupheim, Württemberg, 1780. június 16. – Graz, 1853. augusztus 7.) császári-királyi táborszernagy (k.k. Feldzeugmeister), utásztiszt, szállásmester, aki szabadidejében botanikával is komolyan foglalkozott.
A Katonai Országleíró Iroda igazgatója, 1848 és 1851 között Bécs polgári és katonai kormányzója, a 20. gyalogezred tulajdonosa. Az 1848–49-es forradalom és szabadságharcot leverő, kiemelkedő osztrák tábornok, 1849. április 12. és május 30. között az Itálián kívüli császári seregek főparancsnoka. Jelentős szerepet játszott az orosz intervenciós seregek Magyarországra történő behívásában. A hadsereghez kapcsolódó újításokat is végzett, főleg az utászi és szállásmesteri területet érintően. Számos kitüntetést érdemelt ki, így a Katonai Mária Terézia-rend tagja, a Lipót-rend lovagja, a Katonai Konstantin, a Szent Móric és a Lázár-rend tiszti keresztjének birtokosa volt.
Művelt, több nyelvet beszélő osztrák császári tisztként a hadsereg meghatározó személyisége volt 1801-től 1851-ig. Kiválóan beszélt anyanyelvén kívül angolul, olaszul és latinul, de kisebb segítséggel értette a magyart is. Mint szenvedélyes botanikus, az első években, amikor Zárában tartózkodott tanulmányozta majdnem egész Dalmácia (horvátországi régió) és Montenegró növényrendszertanát. Felfedezett néhány új növényfajt is, és sokat írt német folyóiratoknak botanikai kutatásairól, valamint a parkokról, az angol tájképi kertekről. Nevéhez köthető a gráci Schlossberg parkjának létrehozása.

## Életpályája

### Családja
1780. június 16-án született a Hartmann család Welden ágában. Édesapja, id. báró Ludwig Welden von Hartmann (1760–1820), anyja ismeretlen. Testvérei nem voltak. Két gyermeke volt, egyik Eduard van der Nüll osztrák építész, feltételezhetően örökbe fogadott fia és Anna Welden von Hartmann, aki saját gyermeke volt.

### Katonai pályafutásának kezdete
1798-ban fejezte be tanulmányait a berlini katonai akadémián. 1799-ben kezdte katonai pályafutását a Württembergi Királyság hadserege hadnagyaként (Leutnant). Rövidesen főhadnagynak (Oberleutnant) nevezték ki. Még ebben az évben megsebesült a philippsburgi ütközetben, majd 1800. október 3-án a feuchti összecsapásban is. 1801-ben lépett császári szolgálatba a 4. gyalogezred hadnagyaként. A rend és fegyelem híve volt. A rosszabb magatartású magyar katonákkal mindig közölte akcentusával: „Nem muszáj katona lenni ebben a dicsőséges osztrák hadseregben!” Ezért katonái nem kedvelték őt, viszont az egész osztrák hadseregben a 4. gyalogezred volt a legtisztább és a legfegyelmezettebb. Rövidesen a vezérkarhoz került, és térképészeti munkákban vett részt.
1804-ben Nyugat-Galícia feltérképezésében vett részt Franz von Schlikkel és Anton Vogellel. Még ebben az évben lett al-, majd százados (Hauptmann). Az 1805-ös austerlitzi hadjáratban Steyr városánál ismét megsebesült, amikor 46 huszárral és két löveggel átvágta magát az ellenségen. 1808-tól Károly főherceg alatt szolgált. 1809-ben Regensburgnál a franciák elfogták, de az ellenség esetlensége miatt, francia tüzérnek öltözve még aznap megszökött. Szökése után a francia táborba kiabálta vissza németül: „Jaj, ez a nép! Az esetlenség példaképei! Idióták!” Az asperni csatában tanúsított vitézségéért őrnaggyá (Major) léptették elő, és megkapta a frissen alapított Osztrák Császári Lipót-rend lovagkeresztjét. 1810-ben belépett az utászkarba, ahol nagy sikereket ért el. 1811-től utásztiszt (Pionier Offizier).

### 1813–1843 között
1813-ban már alezredes (Oberstleutnant) volt az itáliai hadszíntéren. Gyakran diplomáciai feladatokat is ellátott. 1815-ben, szintén az itáliai fronton harcolva kulcsszerepet játszott a lesrousses-i és fosilles-i francia állások elfoglalásában. E tettéért kapta meg a Katonai Mária Terézia-rend lovagkeresztjét. Ezek után dandárparancsnok lett Zárában. A város neki köszönheti egyik gimnáziumát és a Helena Madijevka-parkot, amely 1829-re készült el teljesen.
1816-ban ezredessé (Oberst) és az utászkar dandárparancsnokává (Pioniere Brigadekommandeur) léptették elő. Kiérdemelte, hogy segédtisztet kapjon (az akkor 18 éves Johann Kempka hadnagyot). 1821 és 1823 között a piemonti forradalom leverésére küldött császári hadsereg vezérkari főnöke volt. Az 1823-as év végén szállásmesternek nevezték ki ezredesi rangban. (Oberst des k. k. General -Quartiermeister- Stabes). 1828-ban lett vezérőrnagy (Generalmajor) és a Katonai Országleíró Iroda igazgatója. Ugyanebben az évben vette feleségül Therese von Soppranza bárónőt, aki már 1831-ben elhunyt. 1832-től hat évig képviselte Ausztriát Frankfurt am Mainban a Német Szövetség katonai központi bizottságában. 1833. április 8-án kötött házasságot Marie von Aretin bárónővel, akinek tőle Anna lánya született, 1834. május 15-én. 1836-ban altábornaggyá (Feldmarschalleutnant) léptették elő. Marie 1837 januárjában meghűlt, és 25 évesen elhunyt. Welden 1838-ban Grazban lett hadosztályparancsnok (Divisionskommandeur). 1843 januárjában kapott parancsot Metternich kancellártól, hogy kevesebb mint egy hónap alatt szervezzen egy nagyjából 10 000 fős hadsereget, és verje le vele a Tirol-Vorarlberg tartományban kitört felkeléseket. Itt is segítette beosztottja és legkedvesebb barátja, Kempka hadnagy. Welden bár kissé késlekedve, de minden parancsot kifogástalanul teljesített, amiért Metternich a Katonai Mária Terézia-rend parancsnoki keresztjével tüntette ki, és kinevezte Tirol katonai kormányzójává.

### Itáliában
1845-ben megkapta a 22. gyalogezred tulajdonjogát. 1848 tavaszán Tirolt védte a lombardiai felkelőkkel és az őket támogató piemonti-szárd csapatokkal szemben. Ugyanezen év nyarán megbízták, hogy szervezzen tartalék hadtestet Joseph Wenzel Radetzky itáliai hadseregének támogatására. Legjelentősebb tettéért, Treviso június 14-i elfoglalásáért megkapta a Vaskorona-rend III. osztályát és a 20. gyalogezred tulajdonjogát.

### A bécsi forradalom után
Az 1848. október 6-i bécsi forradalom leverése után Johann von Wessenberg miniszterelnök Latour halála miatt őt nevezte ki Ausztria ideiglenes hadügyminiszterévé (Kriegsminister). Wessenberg leváltása után Felix zu Schwarzenberg lett a miniszterelnök, aki Csehországból Bécsbe rendelte Franz von Cordont, hogy ő legyen a hadügyminiszter. Cordon novemberben már elfoglalta a posztját, de Schwarzenberg nem akarta visszaengedni Tirolba Weldent, ezért november 1-jén kinevezte katonai titkos tanácsosnak, táborszernagyi (Feldzeugmeister) rendfokozattal, továbbá Bécs polgári és katonai kormányzójává. A tisztséggel újabb kitüntetés, a Katonai Mária Terézia-rend nagykeresztje és csillagja is járt. A kormányzó tisztségéből ered akkori, keménykezűségére utaló gúnyneve, a „Bécs réme”. A katonákkal rendkívül szigorúan bánt, de a polgárok javaslatait és kéréseit is meghallgatta, igyekezett teljesíteni őket, s Bécset felvirágoztatni. Másik gúnyneve „a sötétség barátja” volt.
Weldent nagyon jó viszony fűzte az új miniszterelnökhöz, Schwarzenberghez és Radetzky tábornagyhoz.

### A komáromi ostromkísérletek
Bécs katonai parancsnokaként Welden táborszernagy 1849 februárjában mindinkább beleavatkozott az osztrák hadvezetésbe. Windisch-Grätztől függetlenül intézkedett, és különösen Komárom ostromával elégedetlenkedett. Az ostrommal megbízott Simunich altábornagynak levelet küldött, hogy március 31-re indítson általános támadást az erőd ellen. Simunich Welden utasításai szerint készítette elő a teljes bekerítést és szoros cernírozást (ostromzár alá vétel). Welden személyesen jelent meg a helyszínen, hogy vezesse az ostromot, de jelentős sikereket nem ért el. Schwarzenberg javasolta a frissen megkoronázott Ferenc Józsefnek, hogy Weldent tüntesse ki ezüst katonai érdemkereszttel, amit március 25-én meg is kapott.
Welden nem akart felhagyni Komárom ostromával. Április elsején érkeztek meg ostromlövegei: 12 nehéz és 2 hatvanfontos ágyú, amiket Nemes-Örssel szemben állítottak fel. Az ágyúkhoz 200 mázsa muníciót hoztak. Welden rakétákkal proklamációkat lövetett az erődbe, és ezekben 12 órás határidővel bocsánatot hirdetett a visszatérő katonáknak.
„Ezen idő elmúltával” – fenyegetőzött Welden a proklamációban – „Komárom végpusztulását folytatom mindaddig, míg csak egy derék katonám, s ágyúimnak való lőszerem maradand.”
Komárom alól elvonult, mert a magyarok sokkal jobban védekeztek, mint ahogy ő támadt. A bosszús Welden ezek után megtiltotta Simunichnak, hogy magyar parlamentert fogadjon, és ha fehér zászlót tűznek ki, ezt ne vegye figyelembe, hanem lője össze a várat. A kudarcos ostrom után azt írja Welden Windisch-Grätznek, hogy kedvező eredményeket annál inkább remélhetnek, mert csapataik a becsület és jog harcát olyan gazemberek ellen vívják, akik csak életük megtartásáért küzdenek.
Welden komáromi kísérlete után Olmützbe sietett a császárnak jelentést tenni. Már ekkor elhatározták, hogy ha néhány nap alatt Komáromot, vagy legalább a dunai hídfőt be nem veszik, a cernírozást beszüntetik és csak egy kis megfigyelő hadosztályt hagynak hátra, a többi erőt pedig a fősereghez küldik. Welden ezért Simunichot felszólította, hogy kettőzött erővel siessen az ostrommal. Utóbbi folyvást lövette a várost, a várat, a hadi szigetet. A dunai hídfőn mindennek dacára jelentős kárt nem vett észre, és ezért elhatározta, hogy a 8-as sáncnál lévő összes nehéz ágyút (24-et), valamint még a Bécsből várt 6 db 18 fontos ágyút és 6 db 60 fontos mozsarat a hídfőre irányítja. Simunich Újszőnyre megközelítő árkokat is ásatott, hogy ott egy mozsárüteget helyeztessen el. Április 13-án az új ütegek még nem működtek, mert nem érkezett meg hozzájuk a lőpor. Welden táborszernagy Emanuel Zitta tábornokot küldte Komárom alá az erőteljesebb támadás végett. Április 14-én végre megérkezett a lőpor és Zitta vezetése alatt lőni kezdett az összes nehéz üteg. A dunai hídfőt Zitta 5000 főnyi sereggel akarta megrohanni, akiket személyenként fél liter borral és fél font hússal bátorított fel.

## Főparancsnokként

### Kinevezése
Április 15-én, hajnali két órakor érkezett futár Pozsonyba, Weldenhez. Bécsből hozott levelet Schwarzenberg miniszterelnöktől, aki Ferenc József engedélyével leváltotta Windisch-Grätzet és Weldent nevezte ki az Itálián kívüli császári hadsereg főparancsnokává. Welden először nem akarta elvállalni a tisztséget, de amikor megtudta, hogy Bécs veszélyben forog, rögtön ráállt. Azonnal Bicskére utazott Windisch-Grätz főparancsnoki irodájába. Mire odaért, az előző parancsnoknak hűlt helyét találta, de nem bánta, hiszen azonnal beköltözhetett.

### Simunich és Windisch-Grätz haditerve

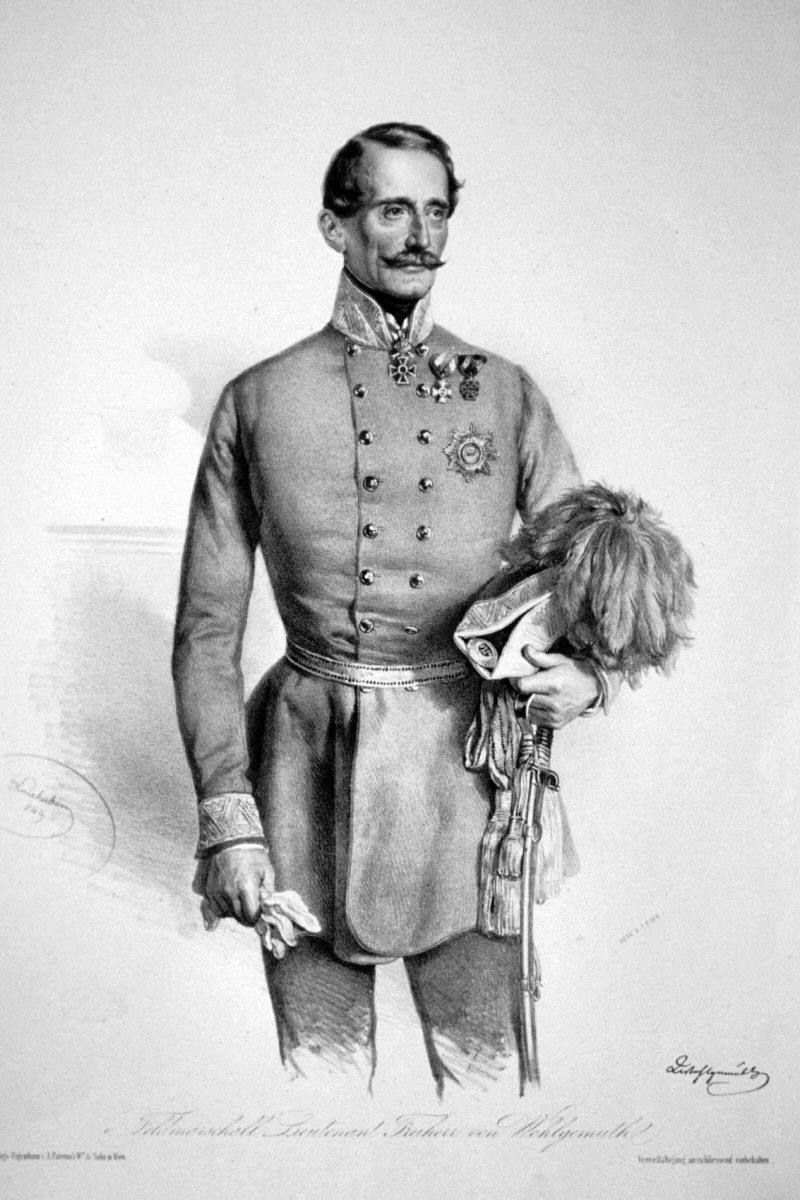
Ludwig von Wohlgemuth altábornagy

Amikor Simunich megtudta az új fejleményeket, ott akarta hagyni Komáromot, és a Garam melletti osztrák erők parancsnokságát szerette volna átvenni, az új osztrák vezér azonban Wohlgemuth altábornagyra bízta a Garam-vonal védelmét. A Garam melletti osztrák hadosztályt még április 5-én kezdte Welden szervezni; gyülekezőhelye Surány, Komjáti és Érsekújvár volt. A csapatokat Wohlgemuth altábornagy megérkeztéig Anton Herzinger tábornok parancsnoksága alá helyezte. Az új hadosztály működési területéül a Komárom, Esztergom, Ipolyság, Selmecbánya közötti országrészt jelölte ki, hogy onnan fedezze Komárom ostromát. Windisch-Grätz, aki ezt a hadosztályt egyesíteni akarta Veigl tábornok és Ramberg tábornok hadosztályaival, arra kérte Weldent, hogy indítsa ezeket a csapatokat Simunichhoz. A három hadosztályból egyesített erős hadtesttel kívánta megtisztítani a felső megyéket az ellenségtől, a túlerővel lehatolva a felső Tiszáig, mihelyt a Galíciából berendelt Vogel hadteste Kassáig jut. Ez volt Windisch-Grätz haditerve, aminek végrehajtására leváltása miatt nem került sor.

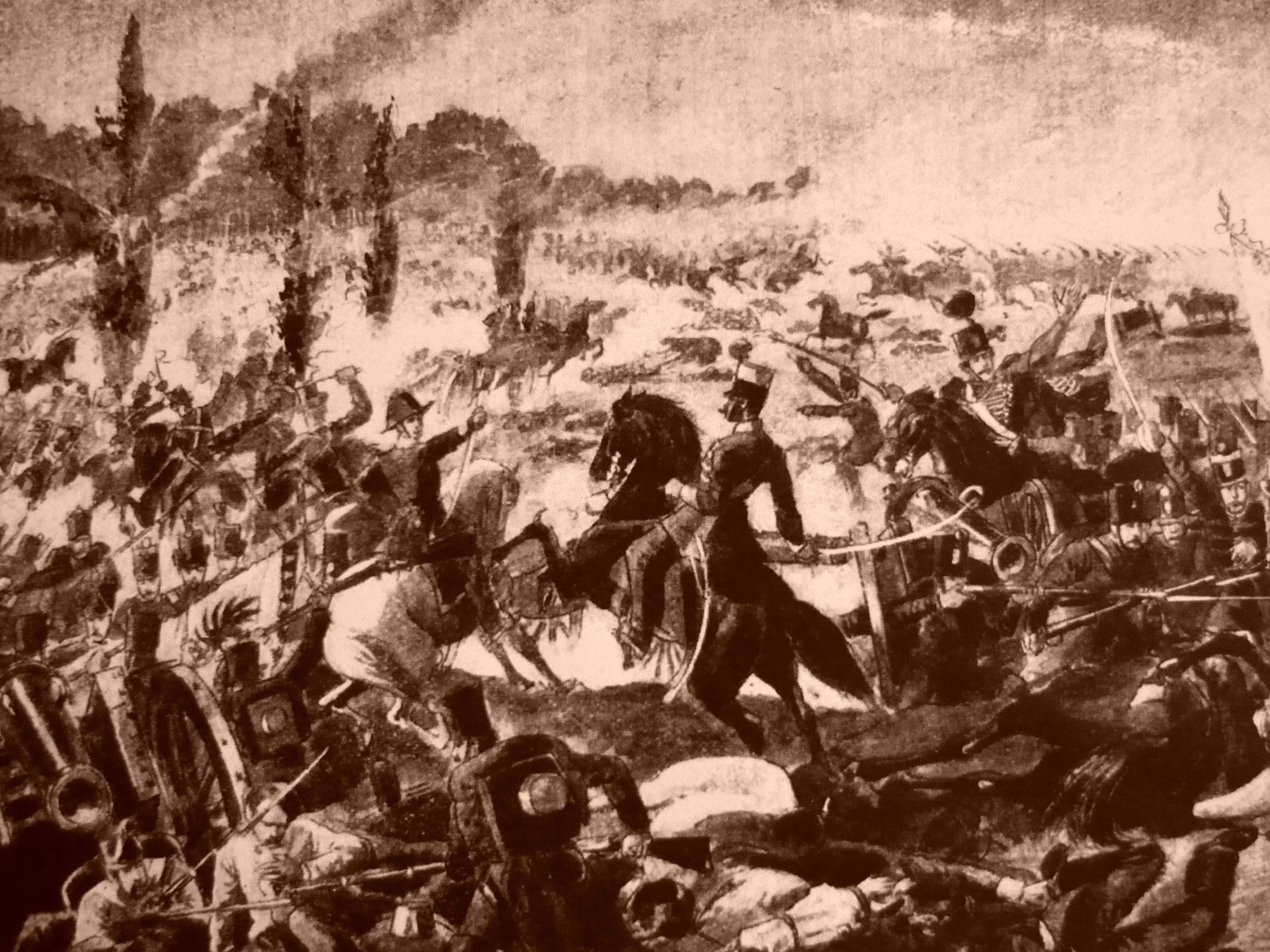
A nagysallói csata

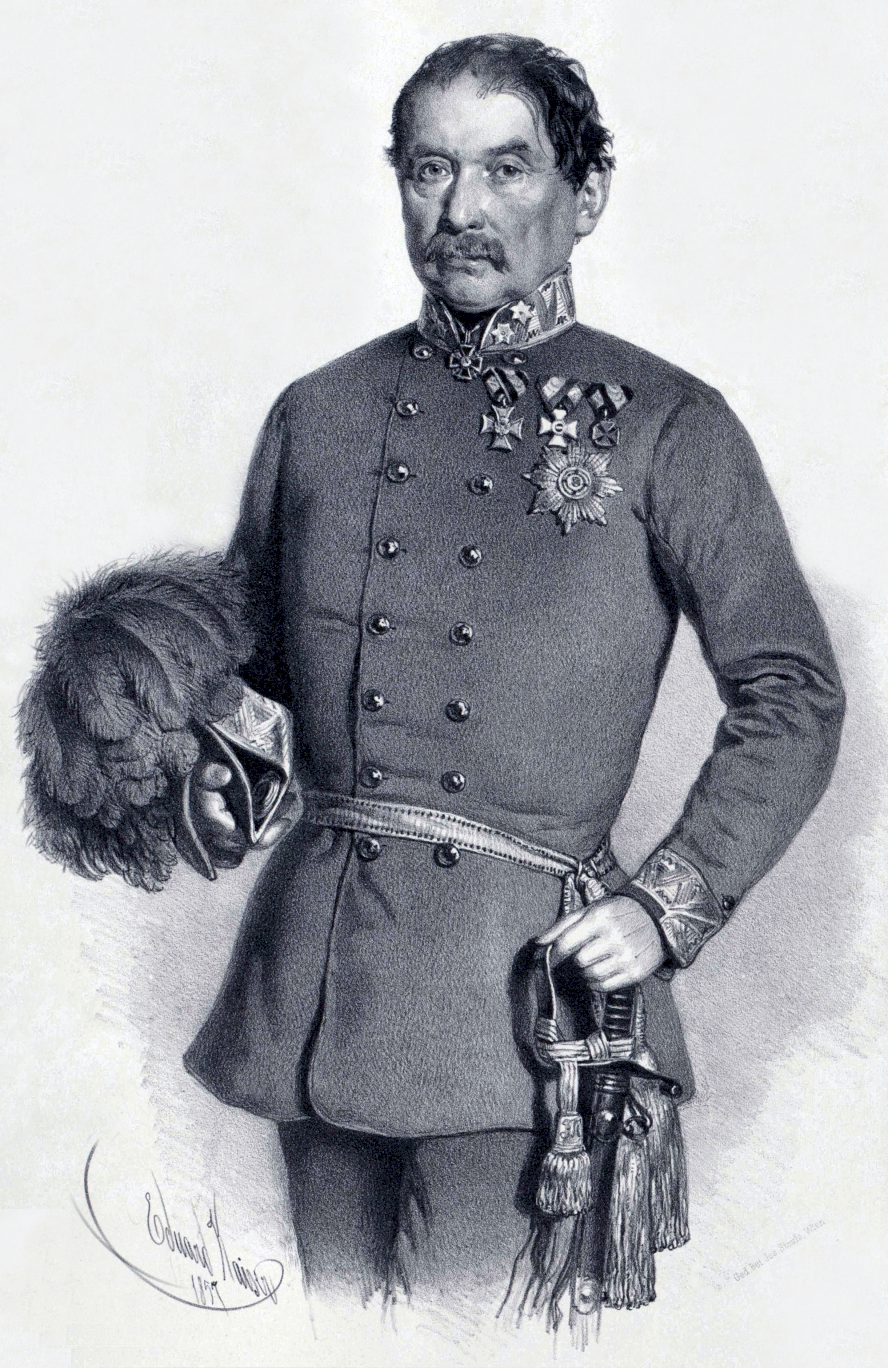
Balthasar Simunich altábornagy

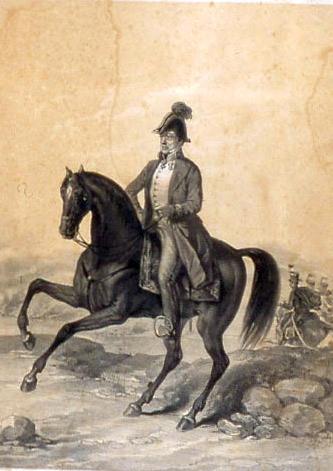
Welden báró lóháton

### Anagysallói csata
Windisch-Grätz, az eltávolított hadseregparancsnok április 15-én, a Komáromot ostromló osztrák sereg főhadiszállásán keresztül, igen lassan utazott Bécsbe. Welden, miután berendezkedett új főhadiszállásán, Bicskén, ugyancsak Bécsbe indult, méghozzá kora ellenére olyan gyorsan, hogy Windisch-Grätzet beérve már aznap délelőtt azzal biztatta Schwarzenberget, hogy a hadi helyzeten hamarosan javít. Három akciót kezdett. Északon három oszlopban betört Vogel hadtestével, a Garam mögött Wohlgemuth új hadtestével támadást kezdett, és forszírozta Komárom dunai hídfőjének ostromát. Welden már április 15-én utasította Wohlgemuthot, hogy a hadsereg bátorítása miatt okvetlenül támadjon. Wohlgemuth másnap reggel átvette Kéménden az új hadtest parancsnokságát. Az ellenségről azt hitte, hogy Léváról a bányavárosok felé fog fordulni. Már délután három órakor jelentette Weldennek, hogy a 15–18 000 fős magyar sereg Ó-és Újbarsnál át akar kelni a Garamon, hogy Komárom ellen forduljon, ezért Wohlgemuth elhatározta, hogy a Garam és a Nyitra között elébe megy. Este 11 órakor Görgei seregét már 24 000-re becsülte (elit csapatok 48 ágyúval), és céljának Komárom felmentését tartotta.
Welden a következő technikát javasolta: Abban az esetben, ha Görgei Artúr átkel a Garamon, Wohlgemuth Érsekújvárra siet, hogy megelőzze, ha nem kelne át a Garamon, úgy a Nyitra mentében elébe megy. Éjjel, 12 órakor Wohlgemuth Welden beleegyezését kérte, hogy Érsekújvár irányában az ellenséget megtámadhassa, amire Welden a lehető leggyorsabban Felix Jablonowski tábornoknak elküldte a parancsot, ugyanis még nem tudta, hogy Wohlgemuth megérkezett. Welden ebben a parancsában arról panaszkodott, hogy bár öt napja, hogy átvette a hadsereg-főparancsnokságot, egyetlen megbízható jelentést sem kapott az Ipoly völgyében mondott kísérteties Görgeinek és „hordáinak” erejéről és állásáról.
Míg Wohlgemuth Érsekújvárra visszavonulva abban bízott, hogy a magyarok is pihennek, rendbe akarta szedni seregét, de Welden rögtöni támadást parancsolt. Wohlgemuth, aki 16-án egy, az ellenségre mérendő döntő csapásról írt Weldennek, 17-én Kéméndnél és Kálnánál a hidakat leromboltatta, és mindenképpen támadni akart. Jellasics horvát bán azonban a támadást ellenezte, és a kéméndi koncentrált állást tartotta fontosnak. Wohlgemuth nem várta be Von Welden válaszát, hanem mihelyt arról értesült, hogy a magyar sereg átkelt a Garamon, elhatározta, hogy 18-án öt hadosztállyal elébe megy, és megtámadja, míg Veigl hadosztályát a Kéménd és Esztergom közötti Garam-rész őrizetével bízta meg. Wohlgemuth e jelentést keresztezte Weldennek két parancsa, mely a támadás rögtöni végrehajtására utasítja és arra, hogy a magyar sereget mindenáron vissza kell vetni, míg a fősereg mindkét parton Vác és Szentendre felé vonul. Az esetleges visszavonulási utat nem Esztergom, hanem a Vág felé szabta meg. Wohlgemuth 18-án délben indult el Kéméndről Málasra és Csekére. Welden ugyanaznap délután érkezett Kéméndre, és egy református lelkipásztor lakásán rendezkedett be. Átlátván a helyzetet azt írta Wohlgemuthnak, hogy a magyar sereget támadja meg esetleg akkor is, ha az a Nyitrához ért. A főparancsnok, aki még két nappal ezelőtt „Görgei kísértetről” és hordákról beszélt, 19-én reggel lelkére kötötte Wohlgemuthnak, hogy el ne felejtse, miszerint az ellenség erős.
„Egy olyan ellenség áll előttünk, mely gyorsan manőverez, vitézül harcol, azonban egyszer verve sem egyesülni, sem pozíciót foglalni nem képes.”
Ez a buzdítás azonban mit sem használt. Nagysallón a magyar hadsereg készleteit elhelyezte. Wohlgemuth április 19-én reggel a Strastil-dandárt küldte Nagysalló megszállására. A többi hadosztály Nagymálasról rögtön utánaindult, hasonlóképpen Herzinger hadosztálya Csekéről. Welden e szavakkal búcsúzott a lelkésztől reggeli után: „Na, páter (sic!), ma fogsz látni magyart futni.” Ezután a táborszernagy felült a lovára, és kíséretével együtt elvágtatott. Nagysalló mögött egy dombon veretett magának sátrat, amelyben Wohlgemuthal tanácskozott. Köztudott volt az osztrák udvarban, hogy Welden szerette az ünnepélyes külsőségeket, ezért az ütközetet is úgy rendezte meg, mint egy opera előadást szokták. Először a zenekart szólaltatta meg. Az egész tiszti kar és az összes katona elénekelte a „Gott erhalte” kezdetű himnuszt. Welden Istenhez fohászkodott a császár nevében, de Isten nem hallgatta meg, mivel Weldent szörnyű köhögési roham fogta el és haladéktalanul Esztergomba szállították. (Ekkor már 69 éves volt.) Von Welden kíséretével áthaladt Kéménden is, ahol a lelkipásztor szerencséjére megkérdezhette tőle, hogy mikor láthat már magyart futni.
Klapka Alsópélről Nagysalló ellen indult, és Damjanich hadtestével együtt egy óra lefolyása alatt bevették a falut. A környező magaslatokra visszavonult ellenséget Klapka, Damjanich és a Dipod-Bobics dandárokat vezető Guyon Richárd, valamint a Garamon a harc végén átkelt Pöltenberg teljesen szétverte. Hanyatt-homlok futott a megvert császári sereg Érsekújvár és Párkány felé. Wohlgemuth a vereség okát a Herzinger-dandár lekésésének, a magyar sereg gyorsabb kifejlésének, tüzérsége túlerejének tulajdonította, azonkívül annak, hogy az osztrák ütegek munícióját ellődözték, és a faluból kihátráltakat nem lehetett többé rohamra vezetni.
A csata 10-től 14 óráig tartott, az üldözés alatti visszavonulás du. 5 óráig. Este 11 órakor futott be Perbetére Wohlgemuth altábornagy, aki itt fogalmazta meg relációját a csatáról. Serege szétzüllve, szétszórva, fáradtan és demoralizáltan futott előtte és mögötte. Nem használtak az Esztergomban türelmetlenkedő Welden tanácsai, aki már jobban volt, és a csata napján délután 3 órakor azt írja mit sem sejtve a már Perbetére menekülő altábornagyának, hogy ne lövöldöztessen sokat, hanem használja a szuronyt, mert fogytán van a muníció. A magyar hadtestek jelentései a magyar honvédek hősies és halált megvető magatartásáról számoltak be.

### Komárom ostroma

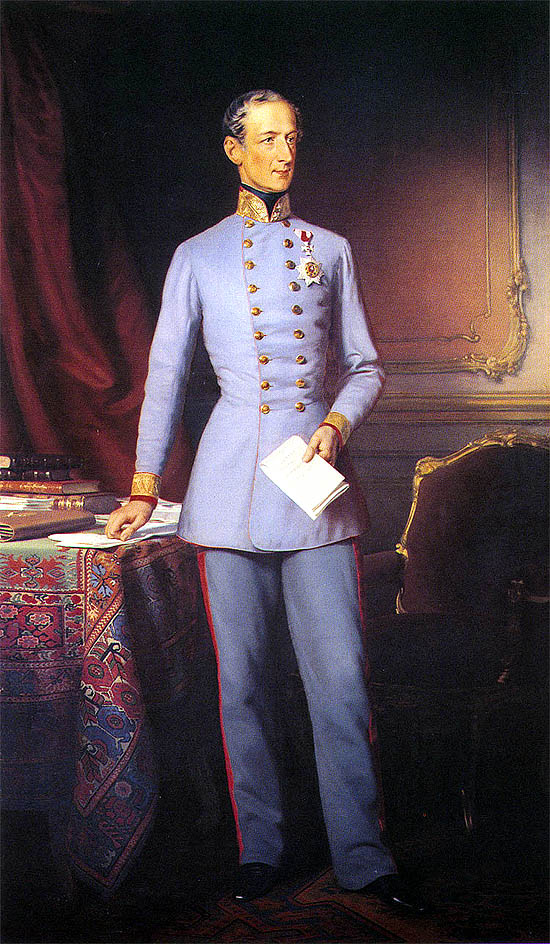
Felix zu Schwarzenberg, osztrák miniszterelnök

Zitta tábornok, a műszaki vezető rendszeres ostromlást akart rendezni, ehhez azonban már sem idő, sem csapat nem volt. Simunich április 20-án elkészült a vár körüli első parallelével, de ütegeket nem mertek abba belehelyezni, mert a magyar hadsereg közeledéséről megbízható híreket vártak. Aznap kapta meg Simunich Weldentől a megbízható híreket, melyekhez még azt a parancsot is fűzte, hogy Komárom alól az összes tüzérségi anyagot rögtön szállítsák Győrbe, mert Komáromot nem ostromolhatják tovább és Pest-Buda sem tartható. A komáromi anyag elszállítását Csorich és Colloredo-Mannsfeld fedezte Esztergomban, míg a Csallóközben Wohlgemuth erősítette az ottani haderőt. A hadműveletek főcélja ezután Pozsony és Bécs védelme. Welden 18-án, tehát a főparancsnokság átvételének hatodik napján látta, hogy a bajokon csak külső beavatkozás, vagy csoda segíthet.
Von Welden a csata után, 19-én azonnal Pozsonyba utazott, hogy részt vegyen egy kongresszuson, amelyen az orosz beavatkozás szükségességét vitatták meg. Minden jelentős parancsnok, összesen 36 fő volt jelen, négyen a beavatkozás ellen szavaztak. Köztük volt Welden és Radetzky is, bár mind a ketten beismerték, hogy a beavatkozás nélkül a harcok akár még egy évig is eltarthatnak. Von Welden ezután rögtön Budára utazott.

### Welden levele Schwarzenbergnek
Az osztrák hadsereg szorult helyzetét a következőképpen jellemezte Welden Schwarzenbergnek:
„Miután a magyarországi hadseregnek parancsnokságát csak a legnagyobb ellenkezés után átvettem, habár helyzetem felől csalóka képet magamnak nem alkottam, mégsem gondolhattam, hogy ez annyira teljesen el legyen rontva. Excellenciád ugyan azt vélte, hogy egy erős alkat, egy darabka név elegendő lesz ahhoz, hogy az egészet ismét kerékvágásba terelje; ahhoz ellenben idő is kell, ezt az ellenség nem adta nekem.”
„Alighogy megérkeztem, máris, anélkül, hogy a saját és az ellenség erejéről és helyzetéről tájékozva lettem volna, minden oldal felé kellett támadnom, hogy valamiben is tisztába jöhessek, minthogy a sereg is ezt vágyva kívánta. A tegnap ülésezett kongresszus arra a döntésre jutott, hogy haladéktalanul szükség az orosz intervenciós seregek beavatkozása.”
„Kérem ezt Őfelségének előadni: kedélyemet a bánat széttépdeste, mert nem állt hatalmamban a körülményeket másképp irányítani. Minthogy az ellenség feltartóztathatatlanul Komárom és Esztergom felé is előrenyomult, Komáromban biztosított átjárója lévén, így Budának és Pestnek minden oldalról való körülzárását idézném elő, ha ezt a frontot továbbra is tartani akarnám. Ezért annál is inkább a Rába mögé való visszavonulásra kell törekednem, mert csak így tudnék Wohlgemuth altábornagynak a Vág mögé visszavonult hadtestével egyesülni és tudnám főpontomat, Bécset fedezni. Minden esetre ijesztő visszavonulás ez, melyet talán 8 nappal a váci veszteség után el lehetett volna kerülni. Most már elkerülhetetlen. 5000 főnyi beteget és sebesültet adunk át és nagyon is sok anyagot, melyet Komárom alól nem fog lehetni elvinni.”
„A Monarchia üdve most az oroszoknak Krakkó felőli gyors bevonulásától függ, mert nem tudom, hogy milyen belső erő tudná még megmenteni. A hadtest, mely Galíciából Magyarországba nyomul, véleményem szerint most Olmütz irányba vonassék.”
„Mint a mellékelt jelentés mutatja, Wohlgemuth altábornagynak nincsen muníciója, melyet csak Pozsonyból lehetne neki küldeni, minthogy minden összeköttetésem vele megszakadt. Utasítást kapott, hogy a Vág mögött tartsa magát addig, míg a fősereggel a Rába mögé érkezem.”

### A levél következményei
A válság nehéz óráiban Schwarzenberg szívós állhatatossággal megmaradt kormányelve mellett, hogy a rebellisekkel szóba nem áll.
Welden április 20-án Hentzivel, a budai vár főparancsnokával megegyezett, hogy a fővárost kiürítik, minthogy ennek tartása megbénítja az operációkat és sok erőt abszorbeál. Welden továbbá megegyezett Jellasiccsal, hogy a bán 15 zászlóaljjal és 26 eszkadronnal (lovas századdal) délre vonul, ahol Szeged ellen fog déli irányból, mint „Südarmee” operálni. Csorich, Schlik és Wohlgemuth hadtestei pedig egy olyan hátsó pozícióban gyülekeznek, melyben Bécset fedezzék és egy kedvező pillanatban ismét offenzívába mehessenek át. Welden mindezt tudatta Schwarzenberg miniszterelnökkel, akinek természetesen azt fejtegette, hogy Buda és Pest nem hadi pontok és hogy a császári csapatok harcképtelenek, demoralizáltak. Welden különben gyenge célzást tett a főváros átadására vonatkozó esetleges konvencióra, melyet vagy a magyar kormánnyal vagy a magyar hadsereggel kötne. Ez a célzás így hangzik:
„Óhajtom, hogy a két város kiürítése egy bizonyos konvenció alapján történhessék, mely azonban az insurgenseknek ezen terror-kormányával aligha fog létrejönni.”
Schwarzenberg előtt csakis így lehetett emlegetni a magyarokat, különben Weldent árulónak nevezte volna és elképzelhető, hogy maradék éveit börtönben tölti. Ám Welden értett Schwarzenberg „hóbortjaihoz” és csakis megfelelő hangvétellel próbálta menteni a magyarok helyzetét. Schwarzenberg azonban, amint ez egy zsarnokhoz illik felháborodottan utasította vissza ezt az ötletet. Azt írta a minisztertanács nevében, hogy legalább Budát meg kell tartani, mert a főváros elvesztése mindenütt rossz hatást keltene és a forradalmi kormány mindjárt visszaköltöznék. Továbbá: „a rebellis kormánnyal tárgyalásba bocsátkozni nem kell, a városi magistrátussal, vagy egy másik helyi hatósággal lehetne megegyezést létesíteni, melynek betartásáért felelőssé lehetne tenni.”
E parancs következtében Welden Hentzire bízta Budavár védelmét és nem tárgyalt a magyar kormánnyal. A budai várban körülbelül 5000 katona és 92 löveg maradt.

### Az osztrák hadsereg bomladozása
Még ugyanaznap Welden táborszernagy Cordon hadügyminiszternek hosszabb leiratában jellemezte az osztrák főhadiszálláson talált állapotokat, valamint az egész hadsereg bomladozását.
„Ami a csapatokat illeti,” – írja – „melyeknek java részét láttam, mindenesetre bátorsággal és elszántsággal rendelkezhetnek, azonban nagyon elhanyagolt külsejűek. Egy félévi téli hadjárat részben fel is bomlasztotta őket. A harcban is megmutatkozik, hogy a régi osztrákok jóval a honvédek mögött állnak. A tisztek és a parancsnokok kevés gondot fordítottak a legénységre. Orvosuk alig van, pedig közel 10 000 beteg és sebesült fekszik a kórházakban. Irkáló csőcseléket rettenetes aktahalmazok között eleget találtam és az élelmezés, ámbár mértéktelen összegekbe kerül, ritkán található ott, ahol szükséges. A katonai irodákban permanens szolgálatról fogalmuk sincsen.”
Welden kijelentette Cordonnak, hogy rend nélkül nem tudja a hadsereget megbízhatóan vezetni, és 24 óra alatt a bajokon nem segíthet, mert egy tevékeny és mozgékony ellenséggel áll szemben. Helyzete amúgy sem strategikus, mert túlerővel körülvéve minden fontos támaszpont az ellenségé, akinek nincs szüksége raktárakra, kémekre, aki nem keres bázist operációi részére, mert mindent mindenütt talál, Welden pedig semmit és sehol. Ezért kell visszavonulnia a bomladozó sereggel, melynek létszáma ugyan 74 192, de melyből alig 45 000 áll az ellenség előtt, 10 086 beteg, 11 086 távollevő. A többi mint önkéntes, a kórházakban és szétszórva, szerte barangolva, fel nem szerelve, szolgálattevők, akik fizetést kapnak, de semmit nem dolgoznak. Budán, a főhadiszálláson, a volontairek, galopinek, adjutánsok egész seregét találta és az egész üzem szét volt szórva és körülményes a sok felesleges személyzet miatt. Welden elhatározta, hogy mindenkit bevonultat csapattestéhez, és rendet teremt. Úgy látszik a császári seregben mindenki igyekezett megszabadulni a harctéri szolgálat alól. Helyzete kétségbeejtő volt.

### Az orosz intervenció
Schwarzenberg előzőleg a minisztertanács nevében Weldent felszólította, hogy az orosz intervenció kérdésében terjessze elő hivatalos véleményét, mielőtt az utolsó lépést a kormány megtenné.
„E lépések politikai következményei olyan jelentéktelenek” – közli Schwarzenberg – „államunk belviszonyaira, valamint a többi európai államhoz való helyzetére olyan döntő behatást fog gyakorolni, hogy a minisztertanács mielőtt e lépést Őfelsége nevében megtenné, egészen meg akar győződni afelől, hogy az elkerülhetetlenül szükséges-e, hogy a monarchia üdve elháríthatatlanul megköveteli-e. A bevezető intézkedések az orosz segítségnek elnyerése végett megtétettek ugyan, a minisztertanács azonban Excellenciád véleményét várja, hogy végleges elhatározást meghozza.”
Nagy és nehéz kő esett le Von Welden szívéről e levél olvastakor. Sietve válaszolt a kongresszusi tanács döntésének képviseletében, hogy az oroszok minél előbb jöjjenek, mert a Monarchia sorsa kétségbeejtő.

### Budavár kiürítése
Április 22-én kitűzték Welden hirdetményeit a pest-budai házak falára, miszerint: „Ha a császári hadak békés és rendes kivonulása Budapestről háboríttatik, kénytelen leszek a virágzó Pestet és a Lánchidat elpusztítani.”
Heinrich Hentzinek, a budai vár parancsnokának igencsak megtetszett a fenyegetés és tudatta Weldennel, hogy a vár raktárában több mint 10 akna van, ezek felhasználásával megoldható a pusztítás. Welden viszont szörnyülködve mondott nemet a robbantásra és megfogalmazta, hogy a röpiratokon lévő szöveg csakis fenyegetés, megvalósítására semmi képen nem kerülhet sor. Röviden: Von Welden a lehető leghatározottabban megtiltotta a „szörnyű cselekedetet”.
Az osztrák hadsereg 23-án indult el a nyugati határ felé, pontosabban a Wiener Waldba (Bécsi Erdő). Welden azt az utasítást küldte Schwarzenbergnek, hogy ha az oroszok elindulnak, őket is irányítsák a bécsi erdőbe. A fáradt és demoralizált sereg nagyon lassan haladt előre. Welden kétségbeesve a kudarcok felett, a hosszú visszavonulás közepette nem válaszolt az osztrák minisztérium leveleire, és ezek a gőgös császáriak méltóságukon alul is tartották, hogy a rebellisnek választ küldjenek. Welden estére meggondolta magát és valósággal siránkozott Schwarzenbergnek a „hordák” okozta szomorú állapota miatt. Útközben a Wiener Wald fenyves tájai felé írta a levelét Welden, aki csak Bécs miatt aggódott. Bevallotta, hogy a nyolc nap alatt, amióta a főparancsnokságot átvette, többet vesztettek, mint amennyit hat hónap alatt nyertek. A főhadiszálláson nem volt operációs terv, úgy bántak a sereggel, mint holmi kis különítménnyel. Ezt tudta, de a parancsnokságot át kellett vennie.
„A legszomorúbb most jön” – írta. – „A hadsereg ebben az állapotában egyáltalában nem harcképes. Sokat követeltek tőle és keveset gondoskodtak róla, az élelemhiány máris érezhető. Ha követelik, ezzel a sereggel ugyan az utolsó kísérletet is tehetem, azonban kérem meggondolni, hogy ez az egyetlen sereg, mely e pillanatban még létezik. Áldani fogom az órát, amelyben más beosztást kapnék, ha az a szolgálattól való elbocsátásom is lenne, mert végtelen erkölcsi erő szükségeltetik azt elviselni, amin ezen nyolc nap alatt keresztülmentem és mégsem törtem le.”
Welden ekkor már bukott ember volt. Schwarzenberg már kereste a megfelelő utódot, bár 24-i válaszában biztosította Weldent a minisztertanács bizalmáról, és megnyugtatta, hogy a helyzet megoldásához idő kell, és hogy Bécsben elismerik a nagy nehézségeket. Weldent ez az új bizakodás nyugtalanította, nehogy újabb csalódások okozta szemrehányások érjék. Másnap Schwarzenberget felvilágosította, hogy a kifejezett bizalom ugyan boldoggá tenné, ha az előtte lévő feladat az emberi erőt felül nem múlná.
„Annak a gondolata, hogy bennem csalódtak, irtózatos, és arra kérem alázattal Excellenciádat, hogy reményekkel vagy miegyébbel meg ne tévesztesse magát. Én magamnak sincsen már egyéb reményem, mint romok alatt eltemetve lenni.” A kivezető útnak a reményéről is letett Welden.

### Wohlgemuth helyzete
Míg Görgei csapatai építeni kezdtél Komáromnál a jobb partra vezető hidat, hogy előkészítsék az ostromot, addig Wohlgemuth szétvert serege időt nyert és lélegzethez jutott a Vág mögött. Welden abban a hiszemben, hogy Wohlgemuth Pozsonyba vonult vissza és elhagyta a Vág vonalát, elrendelte, hogy Simunich szállítson minden ostromszert Sopronba, ő maga pedig hadseregének többi részét Mosonnál vonja össze. Wohlgemuth azonban 11 000 emberével Vágsellyénél foglalt állást, a Csallóközben lévő hadosztályt pedig Veigl dandárával 8000 főnyire erősítette. Számított rá, hogy demoralizált, fáradt, lerongyolt seregét a magyarok csakhamar ismét kiverik az állásából, és ha Pozsonytól is vissza kell vonulnia, végleg elszakítják a főseregtől.

### Az orosz intervenció elmaradása
Április 24-én az oroszoknak seregrészei, amelyeket az intervenció céljára szántak, az orosz–galíciai határ közelében már készen álltak. Schwarzenberg értesítette Weldent, hogy Péterváron az orosz csapatok bevonulására vonatkozó lépéseket megtették, a hivatalos választ nyolc nap múlva várhatja. Paszkevics herceget az interveniáló orosz seregfőparancsnokát Fjodor Berg orosz tábornok, a cár küldöttje, Bécsből értesítette e lépésről. Tekintetes orosz erők álltak Krakkó felett és a bukovinai határon. Welden azonban nem képzelte, hogy az orosz bevonulást hosszadalmas diplomáciai tárgyalások előzik meg. Cordon hadügyminiszternek leírta a Wohlgemuth sereg vigasztalhatatlan állapotát és arra kérte, hogy minél hamarabb vonultassa be az oroszokat. Hasonlóképpen Galícia parancsnokát, Wilhelm Hammerstein-Equord bárót is rá akarta bírni, hogy orosz ezredet indítson Jablonkán át a Vág völgyébe.
Welden táborszernagy a visszavonulás közepette hatalmas hadseregével 25-ikén délután még Tatán állomásozott, majd 27-én már Sopron közelében volt.

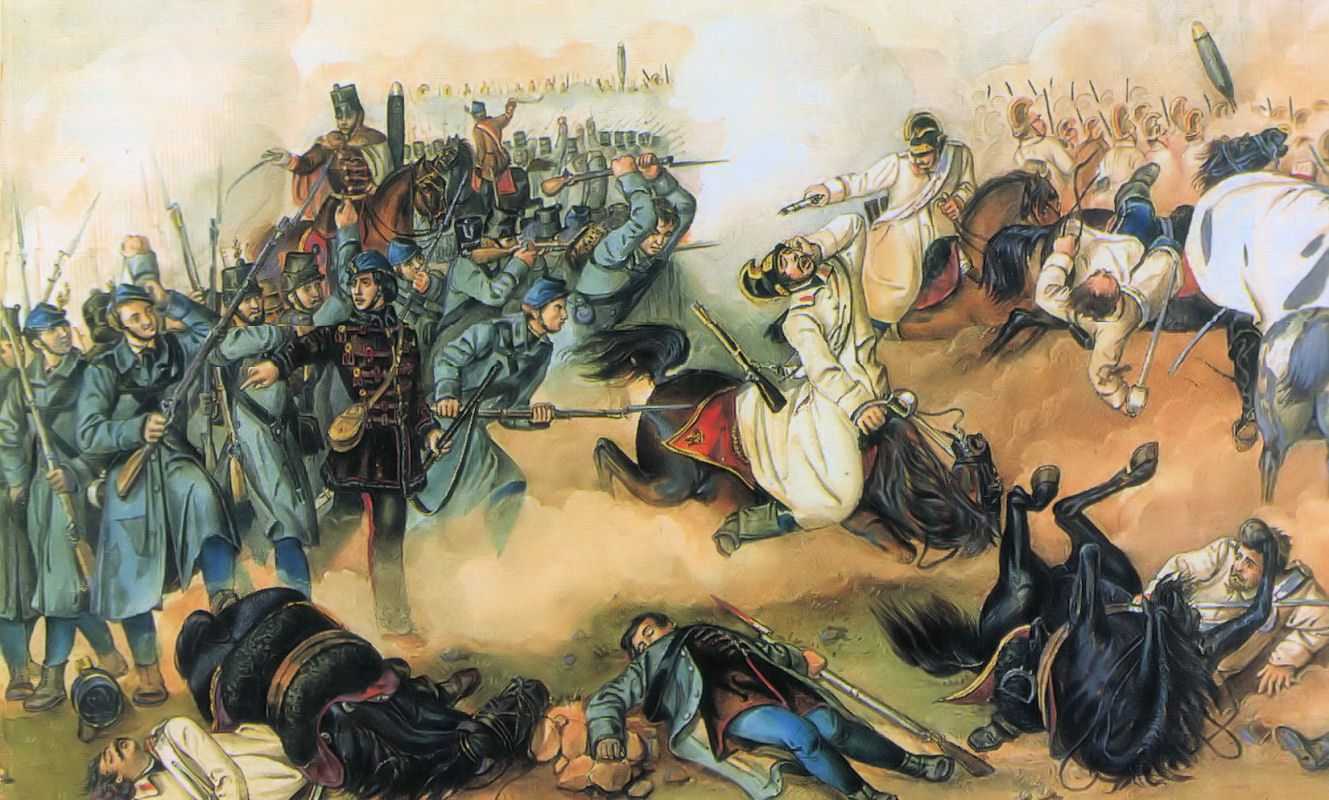
A komáromi csata, 1849. április 26. Than Mór festménye

### Komárom osztrák ostromának befejezése, a magyar támadás
A komáromi ostromütegek elszállítása nagyon lassan haladt. Simunichnak kevés hajó állt rendelkezésére és így a Komárom előtt lévő tüzérségi anyag elszállítása lassan haladt. Ezalatt Sossai dandárát a Csallóközben Lenkey tábornok visszavetette egészen Nyarasdra, miközben a császáriak nehéz veszteségeket szenvedtek, sietve retirálván. Welden Simunichot személyes felelősség mellett utasította, hogy várja be Komárom előtt Schlik hadtestét, mely valószínűleg 25-én érkezik Nagyigmándra. Simunich helyzete igen kényelmetlenné kezdett válni a magyar hídépítés láttára. Sok ágyút nem tudott elvinni, nem volt előfogat, a lakosság nem adott lovakat, de kenyeret és húst sem. A cernírozó csapatok a nagy ostromleszerelési munkában elfáradtak. Erre Welden megparancsolta, hogy az el nem szállított ágyúkat vesse Simunich megjelölt helyeken a Dunába, ami meg is történt.
Április 26-ára virradó éjjel Görgey átvezette a seregét a Duna jobb partjára és megkezdődött Komárom felmentése. A monostori ütegállásos helyét Simunich kiürítette, míg Schliknek a harctéren írt jelentése szerint Simunich a hegyet visszavette és azután ismét elhagyta, mert bekerítő mozdulat fenyegette. Simunich hadteste aznap Győrbe vonult vissza, mert Csorich és Colloredo-Mannsfeld váltotta föl és csak a megkezdett csata, valamint Schlik erélyes közbelépése tartotta vissza a magyar sereg előrenyomulását. Az ellenség azonban korántsem akarta abbahagyni az erőd megszabadítását, viszont mindkét félnek elfogyott a muníciója. Schlik délután 1 órakor küldött futárt Weldenhez, hogy kénytelen Győrbe visszavonulni, mert lőszerhiány miatt nem tarthatja tovább a Concó-patak mögötti állást, melyben azonban éjjeli egy óráig marad. Welden másnap felelősség terhe alatt figyelmeztette Von Schliket, hogy a muníciót kímélje és nevetséges távolságokra ne lődözzön. A komáromi csata április 26-án magyar győzelemmel zárult. „Az ellenség és az idő nem vár!” – kiáltotta Welden elkeseredetten. Ebben az egyben kellemesen csalódott, mert Komárom felmentése után mindkettő engedelmesen várt, míg a császári sereg rendbe szedte magát, és Bécs megszorult urai megkötötték az alkut az oroszokkal.
Welden három relációt írt a komáromi csatáról. Egyet a hadügyminiszternek, kettőt pedig a császárjának.
„A nap eredménye, még ha győztünk is volna, csakis a Győrre való elháríthatatlan visszavonulást hozta. Egy lövés sem esett, mert oly közel álltak egymáshoz. Az egész egy hang nélküli fojtogatásból állt. Ha ezt az indiai sigh–ekről halljuk, megérthetjük. Embereket, akik egykor egy zászló alatt testvéreknek nevezték egymást, ilyen módon fojtogatni látni, a leglázítóbb gondolat, mely csak létezik és egy ilyen ügy győzedelmeskedjék? Istenben kellene akkor kételkednünk! Ebből a néma sáncharcból csupán 90 osztrák tudott 4 tiszttel megmenekülni.”
A nagysallói és komáromi csata után az osztrák hadsereg helyzete igen kétségessé vált. Az északon állomásozó Vogel hadosztály elcsigázva és felbomolva a Vághoz menekült. Felső-Magyarország megtisztult az ellenségtől. Welden Pozsony kiürítésén kezdett gondolkodni. A politikai foglyokat Welden Pozsonyból Korneuburgba szállíttatta. Pozsony megerősítésével Trattner műszaki ezredest és Pott ezredest bízta meg. Sáncok, földművek készültek, bár Trattner figyelmeztette Weldent, hogy Pozsony nem alkalmas a visszavonuló hadsereg pozíciója részére, inkább válasszák a Vág vonalat. Welden, nem is gondolt már a Vág-vonal tartására és valóban szerencsétlen taktika volt a magyar hadsereg részéről, hogy a nagysallói csata után nem üldözte az osztrákokat.

### Az orosz beavatkozás tárgyalásának lassú folytatása

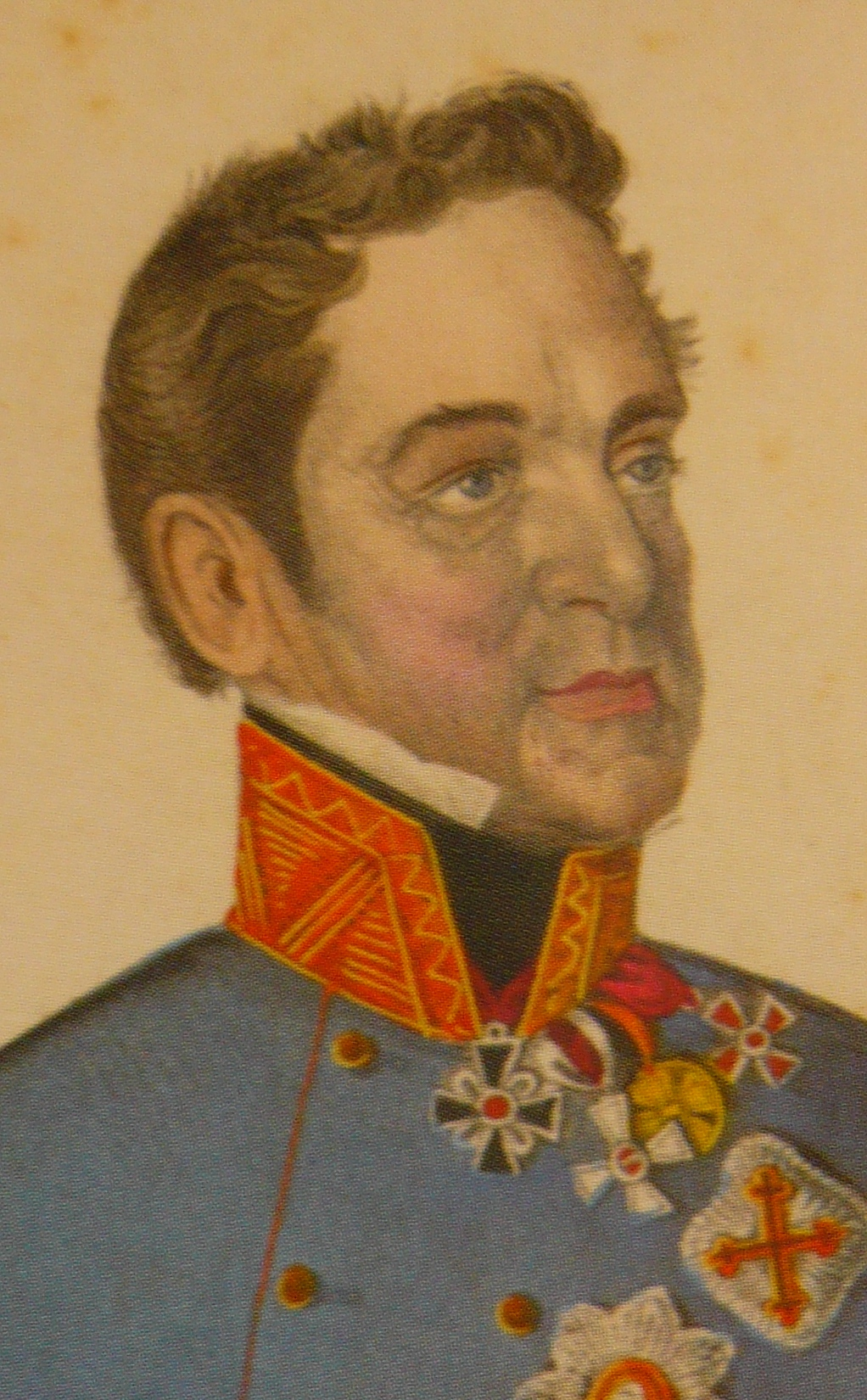
Ludwig Welden táborszernagy

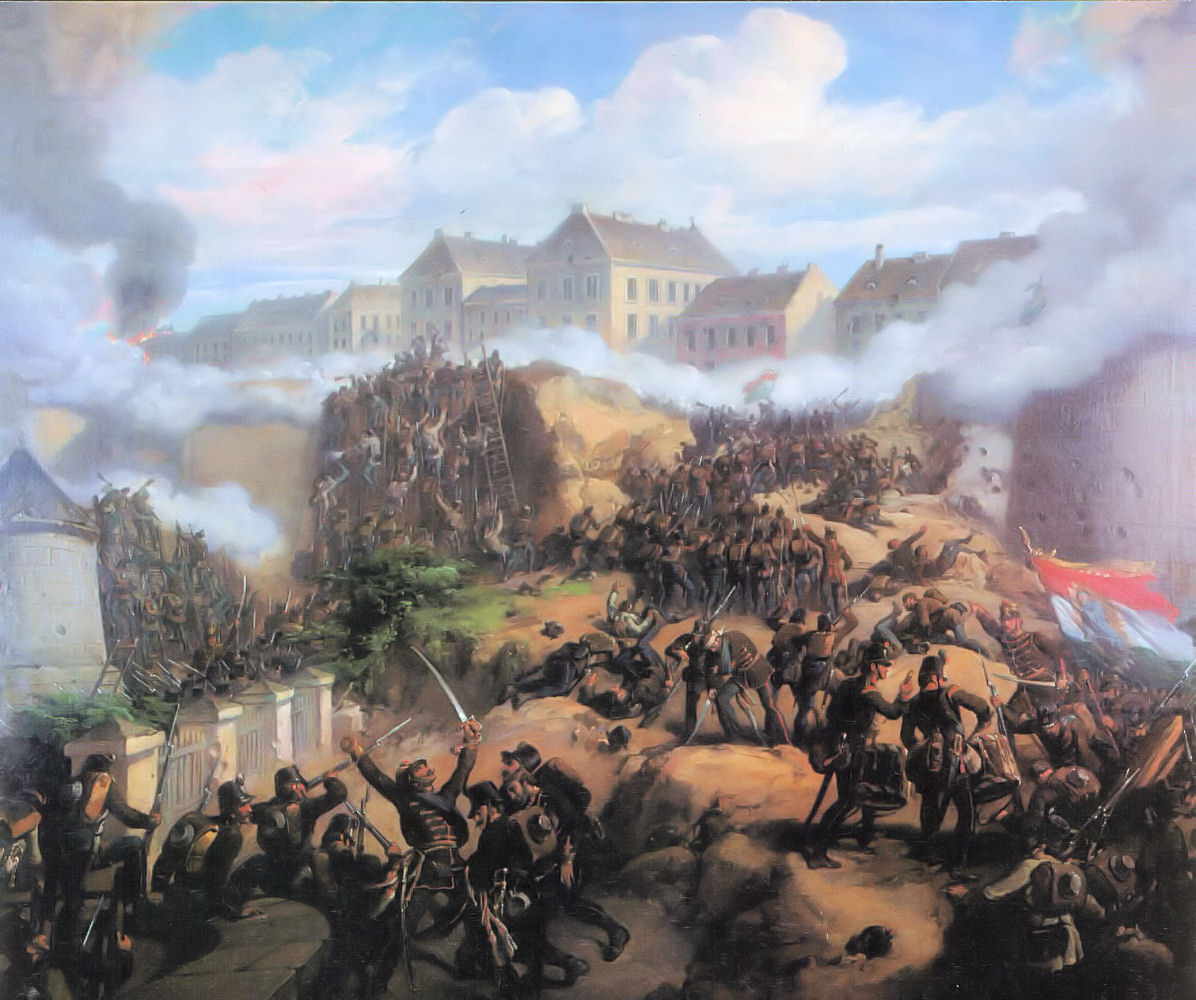
Jakobey Károly: Budavár bevétele

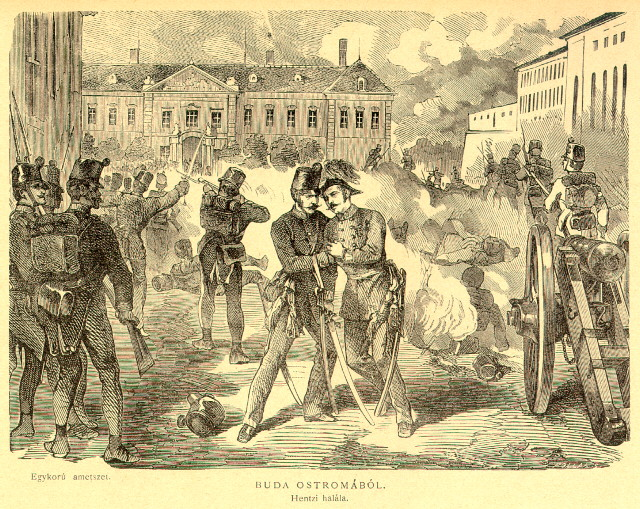
Heinrich Hentzi halála

Az orosz sereg még mindig nem akart betörni Magyarországra. Most Ignaz von Legeditsch tábornokon, Krakkó parancsnokán volt a sor, hogy próbálkozzon. Fjodor Panyutyin orosz tábornokkal Nagymihályi határközségben találkozott és tárgyalt, a Galíciába való bevonulásra sem kaptak még Varsóból parancsot és hiába türelmetlenkedett Welden, aki Magyaróvárról ismét Schwarzenbergnél sürgette az orosz segítséget, e levelet 28-án írta.
„Számos közlésből arról értesülök, hogy Oroszország cárja Moszkvában tartózkodik és hogy a moldovai és oláhországi orosz tábornokoknak még 26–án sem voltak instrukcióik, hogy bár Excellenciád Schobeln ezredest Varsóba küldte Paszkevics tábornagy megsürgetésére, azonban a jelen pillanat olyan sürgető, miszerint minden nap veszedelmesebbé válik és az orosz segítség későn érkezhetnék. Ezen segítségen kívül mást nem látok, mert Excellenciád semmiképpen nem maradhat azon tévhitben, hogy fegyverrel itt még egy utolsó kísérletet lehet tenni azon célból, hogy az ügynek Magyarországon és Bécsben jobb alakulást adjunk, én megkísérlem ugyan, az eredményért azonban senki sem kezeskedhet és ez a császár utolsó serege. Arra kérem Excellenciádat, hogy ezt a szempontot soha figyelmen kívül nem hagyja és fontolja meg, hogy semmilyen szerencsére nem számíthatunk, mert sohasem értjük azt kihasználni. Magyarországot röptében miénkké tettük és éppen úgy vesztettük el. Bebizonyított tény az, ha a budai legfelelőtlenebb tétlenséggel a hadsereget annyira szét nem forgácsolták volna, e hó 16-tól kezdve két nap alatt Komáromot elfoglalhattok volna, mert csak annyi időre volt muníciója. Ausztria csillagára fittyet hányok, mert a szerencse is akarja, hogy gazsuláljanak neki. Hogy minden belém kapaszkodik, a kétségbeesés egy nemével tölt el, egyedül nem tudok segíteni, nem az ellenség, hanem betegségem az, mely régóta bénít engemet és mely engem tönkretesz. Hogyan is tudna egyetlen ember mindennek megfelelni?”
Welden végül azt ajánlotta, hogy Lobkowitz herceget küldjék Krakkóba, hogy rábírja az oroszokat a rögtöni bevonulásra.
Schwarzenberg beismerte: „Benne vagyunk a szarban, és Weldennek kellett volna kirántania bennünket.”
Welden azonban nem felelt meg a reményeknek. Galíciából Hammersteintól azt a választ kapta, hogy tárgyalt ugyan Paszkeviccsal, a segítséget azonban nem indíthatja el s maga Hammerstein sem tud erőt egyelőre nélkülözni. A forradalmi haderők „mirakolózus rapid” kifejlődésével szemben ő is csak az orosz segítségben látja a mentő horgonyt, és míg januárban elég lett volna 40 000, most alig lesz elég 80 000 főnyi orosz segítség. Végre április 30-án érkezett meg az orosz kurír a cár hozzájárulásával, hogy az orosz sereg Magyarországba bevonulhat. Május másodikán Welden, Schwarzenberg, Cordon és Berg orosz tábornok egy dunai hajón tárgyaltak a bevonulásról, valamint a hadműveletek terveiről.
A tárgyalást megelőzve Welden levelet írt Schwarzenbergnek:
„Hálás vagyok Excellenciádnak szíves közléseiért, melyeket tegnapi az orosz csapatok bevonulására vonatkozó nagyra becsült levelével megkaptam, igaz köszönetemet fejezem ki, ez alkalmat egyúttal fel akarok használni, hogy Excellenciádnak bizalmát újra és sürgősen arra a határozott szükségre tereljem, mely szerint az orosz császári csapatoknak valóságos megjelenését minden lehető módon elő kell segíteni és siettetni, nehogy ebben is egy fatális „már késő” váljék mottóvá. Egyúttal szeretném kérni Excellenciádat, hogy Berg tábornokot a tanácskozásra Pozsonyba küldjék hajón, nehogy az osztrák császári csapatok lezüllött állapotát lássa.”
Welden a tanácskozás után arra kérte írásban Cordon hadügyminisztert, hogy gondoskodjék utódjáról, mert nem tudja, meddig fogja még a gondokat és fáradalmakat bírni.
Az oroszvári osztrák főhadiszállásról Schwarzenberg azt a jelentést kapta, hogy Welden Pestről egy névtelen levélben békekötésre szólították fel. Welden közölte Schwarzenberggel minden megjegyzés nélkül e tényt és mellékelte a levelet is. Sem Schwarzenberg, sem Welden nem reagált erre a levélre. Vagy talán Weldennek kísérlete volt ez az orosz segítség elhárítására, amihez egyenes úton nem volt bátorsága és így akarta Schwarzenberg felfogását kitapintani? Ezt ma eldönteni nem lehet, de megállapítható, hogy Welden igen sokat kedvezett a magyaroknak, még ha ez akkoriban fel sem tűnt.

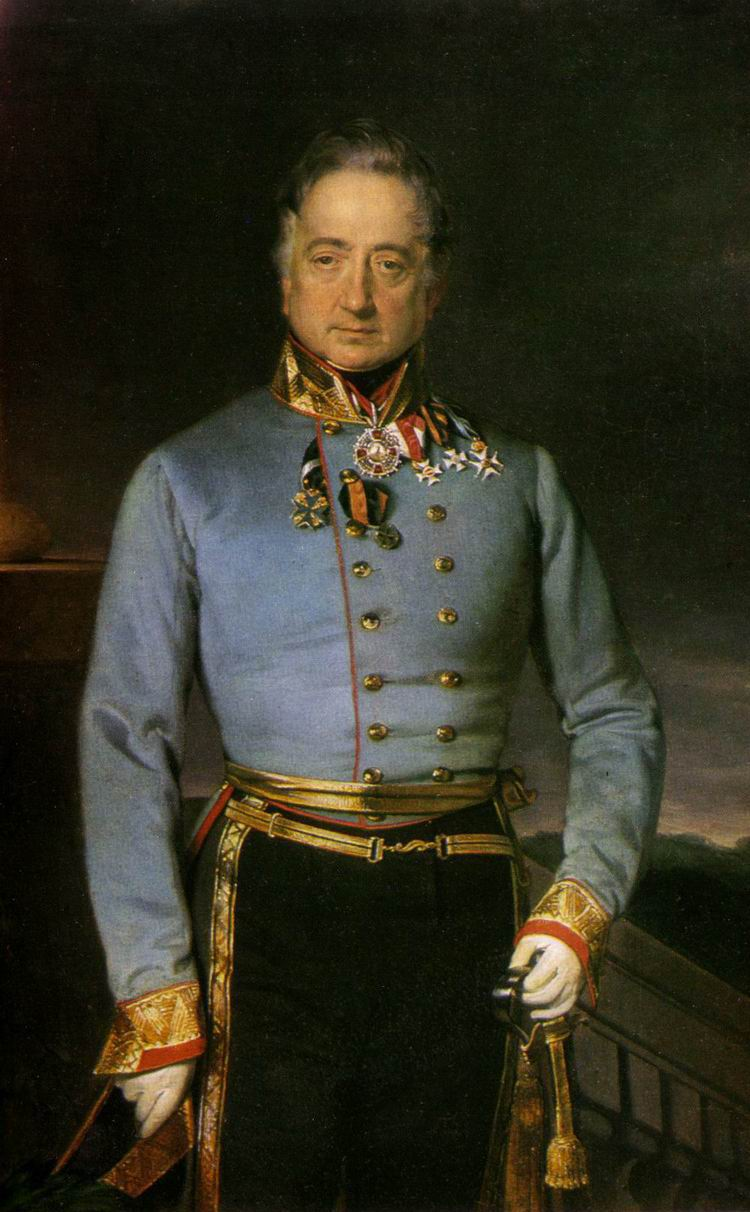
Welden táborszernagy idős korában. Ismeretlen festő munkája. A kép Welden halála előtt egy hónappal készült el teljesen

Welden május elsejei jelentésében, melyet Schwarzenbergnek intézett, arra hívta fel a miniszterelnök figyelmét, hogy a szláv, azaz orosz segítségnek kényszerű igénybevételét a császár egy olyan manifesztumban tudassa a magyar nemzet jobb érzésű részével, mely kijelenti, miszerint e lépés nem jelenti nemzetiségük elnyomását, vagy a kibékítő uralkodói kéznek visszavonását, hanem csakis a szép országnak a romlás és feloszlás elöli megmentését a nagyrészt idegen lázadók és hordák kezeiből. Úgy látszik Welden, ha gyengén is, bizonyos kíméleti szempontokat tartott szükségesnek a magyar nemzettel szemben, ezt ugyan nagyon is rosszkor ajánlotta Schwarzenbergnek, aki éppen ellenkezőjét határozta el. Schwarzenberg április 30-án küldte Lobkowitz herceget a császár levelével Varsóba és Pétervárra, Caboga tábornokot pedig május 1-jén Varsóba, hogy Paszkevics herceg és az osztrák hadsereg között közvetítsen. Welden azt kérte, hogy legalább 6000 oroszt küldjenek a Vág – völgyébe és Schwarzenberg vegye tekintetbe, hogy nem 70 000 harcképes embere van, hanem alig 34 000.
A Berg tábornokkal való tárgyalások során Weldennek alkalma volt megismerni az oroszok bevonulási tervét. Az oroszok főszempontul a teljesen különálló operációk biztosítását vették és nem akartak mint a tönkrevert osztrák sereg támogatója szerepelni, hanem mint szabadítók, a forradalom elleni megtorlás hivatott képviselői, akik nem Ausztriát, nemcsak a cári birodalmat, hanem egész Európát a forradalomtól megmentik. Presztízs kérdés volt tehát a cár előtt az, nehogy a világ az intervenciós hadsereget osztrák kiegészítésnek tekintse. Welden ugyan az orosz beavatkozásra vonatkozólag több számítást és tervet is készített, de ezek hiábavalók voltak, mert az oroszokat sem siettetni, sem befolyásolni nem lehetett. Schwarzenberg is hasztalanul könyörgött Paszkevicsnek, hogy legalább egy demonstrációt végeztessen a Vág-völgyében Bécs védelmére és az osztrák hadsereg mozgási lehetőségének visszanyerésére. Amíg Miklós cár erre külön parancsot nem adott, Paszkevics herceg sem akart intézkedni.
Welden bejelentette Schwarzenbergnek, hogy magyar támadás esetén legfeljebb három napig tarthatja fel az ellenséget a Csallóköz, Pozsony, Óvár, Sopron közötti vonalon, melyet a visszavonulás után elfoglalt. Tartalékok hiányában azonban vissza kell vonulnia.
„Kötelességemnek tartom, még egyszer határozottan kinyilatkoztatni, hogy miután Excellenciád utolsó sürgönyének tartalma az orosz segítséget még nagy messzeségbe állítja, mostani helyzetemben, melyet megismerni és belátni muszáj, semmi másért jót nem állhatok, minthogy magam az utolsó percig kitartok. Nem szabad tovább a képzelődés világában élnünk, a főváros és ezzel a monarchia sorsa forog kockán, amint ezt április 18-ika óta többször ismételni bátorkodtam. A mentőeszköz nincsen az én kezemben, azt kívül kell keresni. A Dukla felőli diverziók már meg nem menthetik Bécset.”
A Varsóban állomásozó Caboga tábornoknak Welden sürgetést küldött, hogy kérje meg Paszkevicset, hogy egy 15 000 főnyi sereget küldjön Gödingre és Hradischra, egy 5000 főnyit pedig a Vágvölgybe Bécs védelmére, hogy Welden offenzíve felléphessen. A főparancsnok május 4-én megbízta Jakob von Parrot tábornokot, hogy mint segédtisztje utazzon Budára és tudósítsa az ott történtekről, továbbá jegyezze meg Hentzinek azt a fenyegetést, melyet Welden mondott neki. A fenyegetés a következő volt: Welden azt mondta Hentzinek, hogyha bármilyen kárt is tesz a Lánchídban, az idős főparancsnok kivégezteti. Parrot eleget tett a kérésnek és már május 5-én Budán volt.

### Rossz hírek
Schwarzenberg május 5-én személyesen értesítette Weldent, hogy Ferenc József meg szeretné szemlélni a sereget. Welden e hírre megszeppent. Schwarzenberg azonban figyelmeztette, hogy a császár jól ismeri a sereg állapotát.
Az ifjú császár május 8-án valóban megtekintette a lezüllött sereget. Érdemes megjegyezni, hogy a magyarokat váró Ferenc József császárt Schönbrunnban 8 század katona és 3 ágyú védte.
Schwarzenberg miniszterelnök megnyugtatta Weldent, aki ekkor Pozsonyban volt, hogy a bécsieknek nincsenek fegyvereik, erről az oldalról ne tartson meglepetéstől, különben is Weldent Bécsben nagyon is tisztelték. Welden aggódott a császárért, Bécsért, helyzetét napról napra veszedelmesebbnek látta. Ha a magyar sereg Pozsony ellen tört volna, az osztrák hadseregnél valóságos debacle következett volna be. Tanácstalanul, megfelelő haditerv nélkül leste Welden az oroszok közeledését, akik azonban nem mutattak hajlandóságot a sietésre. Május 10-én még sehol sem voltak. Welden e napon Berg tábornokkal közölte általános operációs tervét, mire Paszkevics megüzente Weldennek, hogy tartózkodjon minden offenzív lépéstől és operációtól, amíg a cár Paszkevicsnek elküldi parancsait. Panyutyin tábornokot Welden Gödingbe és a Vág-völgyébe hívta, előzőleg azonban Bécsbe küldte, a főváros védelmére. A varsói parancs következtében Panyutyin nem volt hajlandó Welden parancsait követni. Welden attól félt, hogyha Budavár elesik, akkor a magyar hadsereg a felszabadult erőkkel elállja az északi szorosokat és így Panyutyin útját is, aki a sok sürgetésre Weldennek azt a választ adta, hogy parancsot vár Pétervárról.
Welden május 17-én rossz híreket kapott. A magyarok teljes erővel megkezdték Buda ostromát, Hentzi szerint csak pár napig tarthatnak ki. Schwarzenberg azzal biztatta a türelmetlenkedő főparancsnokot, hogy a cár május 18-án Varsóba érkezik és Panyutyin 20-án kézhez kapja a parancsot, amire Welden azt közölte Schwarzenberggel, hogy ebben az esetben az összes Vág-átjárót kénytelen lesz a magyar hadseregnek átengedni, amely Trencsént máris megszállta és nagy erővel fog előrenyomulni. Welden abban az erős meggyőződésben élt, hogy a magyar hadsereg nem fogja bevárni az oroszokat, hanem először csapást mér az osztrák hadseregre.

### Betegsége
Welden május 18-án szintén Pozsonyban tartózkodott a főhadiszálláson. Vallomások szerint este nyolc óra környékén Kempka hadnagy, a segédtisztje ment be hozzá, állítólag Buda ostromáról beszéltek. Welden arra panaszkodott, hogy szörnyen fáj a feje, és egy pohár bort kért. Valamivel éjfél előtt a táborszernagyra szörnyű köhögési roham tört rá. Kempka besietett hozzá, de Welden már csak néhány szót tudott mondani, majd elájult. Kempka azonnal a pozsonyi főhadiszállás földszintjére futott a seregorvos irodájába. Doktor Ewnberg megvizsgálta Weldent, de csak annyit tudott mondani, hogy egyáltalán nincs jól: lelassult a szívverése, és nehezen vesz levegőt. Weldent még aznap este Bécsbe szállították, és kórházban helyezték el. Másnap egy kis időre felébredt, de csak azt mondta Kempkának, hogy menjen el a bicskei főhadiszállásra, és hozza el az összes iratot, nehogy az ellenség kezébe kerüljön, majd menjen, és segédkezzen Buda védelmében. Május 21-ére már egészen jól volt, míg meg nem kapta Parrot tábornok jelentését Buda ostromáról. Parrot legelőször is azt írta, hogy a vár elesett. Másodsorban Hentzit eltalálta egy golyó, és meghalt, Alnoch ezredes pedig a Lánchíd útpályájának felrobbantását megkísérelve halálra égett. Kempka hadnagy is életét vesztette. Parrot továbbá azt írta, hogy ő maga is megsebesült.
Miután Welden elolvasta a levelet, nem tudta feldolgozni az információkat. Hentziről az kiabálta, hogy felakasztani, Kempka haláláról pedig azt gondolta, hogy az ő bűne. Érdekes módon Alnochról nem mondott semmit.
Néhány nap alatt jobban lett, de amikor megtudta, hogy Schwarzenberg utasította Radetzkyt, hogy rendelje Pozsonyba Haynaut, hogy az ő segédtisztjének nevezzék ki, május 30-án lemondott.

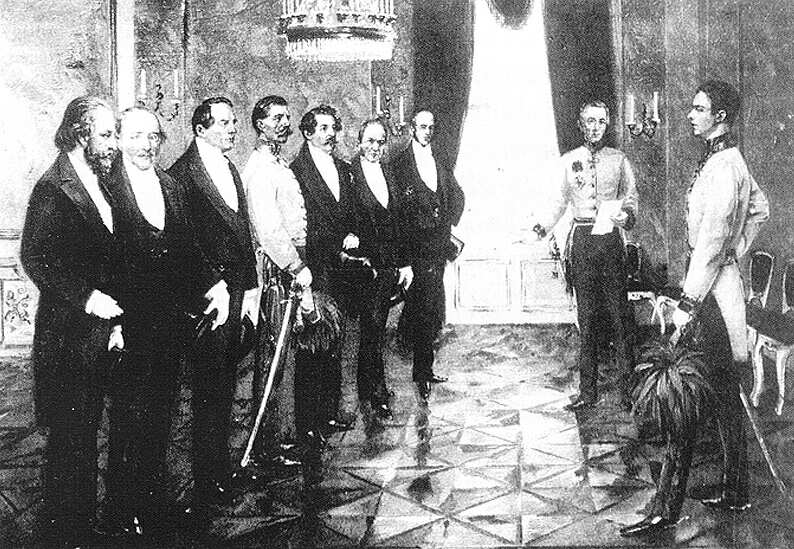
Felix Schwarzenberg bemutatja Ferenc Józsefnek kormánya tagjait. Jobbról: Ferenc József; Felix Schwarzenberg; Franz Stadion; Ludwig Welden; Alexander Bach; Gyulai Ferenc, Joseph Sedlnitzky, Theodor Hornbostl, Ernst Schwarzer (a képen nem kapott helyet minden miniszter)

## Bécs kormányzójaként
Miután Welden 1849 közepére szinte teljesen felépült, ismét kinevezték Bécs polgári és katonai kormányzójává, amit szívesen elvállalt. Szeptemberben egy jelenet részese lett: egy gyakorlaton, amelyen öt főherceg és tizenkét tábornok vett részt Ferenc József e szavakat mondta Weldennek: „Ha valamit parancsolok, az úgy is történjen!” A császár haragja elől a csatákban edzett táborszernagy elvágtatott. Tíz perc után visszatérve nyugodtan jelentette: „Felséged parancsai végrehajtattak!”
1851 júniusában vonult nyugállományba, sokak szerint azért, hogy megkaphassa az ötvenéves szolgálatért járó kitüntetést, amit Schwarzenbergtől valóban meg is kapott. Ezután Grazba költözött, ahol a császár egy lakást biztosított az idős táborszernagynak.

## Utolsó évei
Egészségi állapota egyre romlott, de nem pihent. 1851 második felében, nyugdíjazása után írta meg a Der Krieg von 1809 zwischen Österreich und Frankreich című könyvét. 1852-ben megtervezte a grazi Schlossberget, majd a császárral egyeztetve még az évben elkezdték kivitelezni. 1852-ben írta meg a Der Krieg der Österreicher in Italien 1813–14., a Geschichte der Feldzüge 1848–49. és a Der Feldzug der Österreicher gegen Russland 1812 című könyveit. 1853-ban fejezte be az Episoden aus meinem leben című könyvét és valósította meg a róla elnevezett rokkantalapot is. 1853. augusztus 7-én, nem sokkal éjfél után érte a halál. Egy cseléd vallomása szerint aznap Welden szintén nem érezte jól magát. Még naplójába sem írt aznap bejegyzést, gondolta holnap majd megírja. Sajnálatos módon azonban ezt már nem tehette meg. Feltételezések szerint egyszerűen elaludt, leállt a szíve.
Temetésére augusztus 10-én került sor. Ferenc József egy órán át tartó beszéddel, Radetzky pedig Welden életútjának bemutatásával emlékezett meg „az Osztrák Császárság legnagyobb emberéről”. A minisztériumban és a gyalogságnál két hétig tartó gyászt rendelt el a császár. Máig nem lehet tudni, hogy hol temették el.

## Emlékezete
Műveltségét jellemzi, hogy a németen kívül, angolul, olaszul és latinul is folyékonyan beszélt, de kisebb segítséggel a magyart is megértette. Kassa és Bécs díszpolgárává avatták, Bécsben 1869-ben róla nevezték el a Weldengassét. Grazban, a Stadtparkban egy Hans Gasser által készített bronzszobor őrzi emlékét.
Mint szenvedélyes botanikus, az első években, amikor Zárában tartózkodott tanulmányozta majdnem egész Dalmácia és Montenegró növényrendszertanát. Felfedezett néhány új növényfajt is. Welden sokat írt a német folyóiratoknak a botanikai kutatásokról, valamint a parkokról, az angol tájképi kertekről.
Welden a manőverek és a hadi tervezés szakértője volt, a megtorlásban nem vett részt. Erre utal, hogy nem végeztette ki Mednyánszky Lászlót és Gruber Fülöpöt. (Haynau már kinevezése másnapján elrendelte kivégzésüket, jóllehet sem Windisch-Grätz, sem Welden nem látott viselkedésükben főbenjáró bűnt.)
Bécs kormányzójaként élt a kegyelmezési jogával. Nem végeztette ki Móga Jánost és Franz Holtschét, akik a magyar oldalon harcoltak. Sokan kérdezték, mi lett volna, ha nem mond le? Kivel végeztette volna el a bécsi udvar a megtorlást?

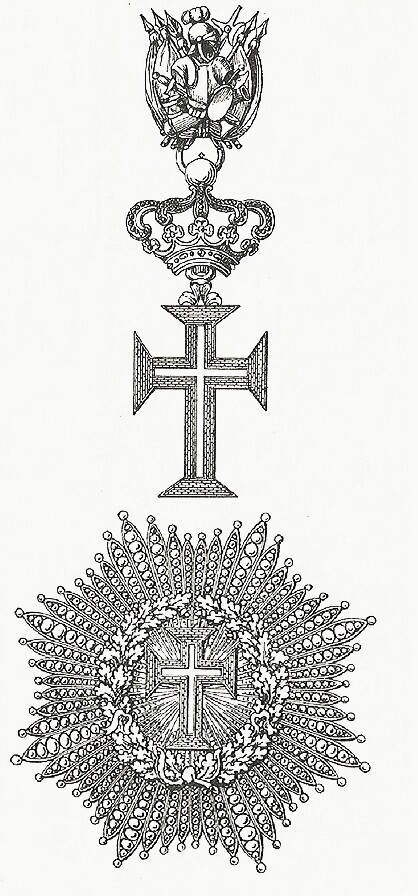
Krisztus-rend középkeresztje és csillagja

## Kitüntetései
- Katonai Mária Terézia-rend lovagkeresztje
- Katonai Mária Terézia-rend parancsnoki keresztje
- Katonai Mária Terézia-rend csillagja és nagykeresztje
- Ágyúkereszt 1813/1814 (Hadseregkereszt/Tüzérségi kereszt)
- 50 éves tiszti szolgálati érem
- 50 éves katonai szolgálati érem
- 25 éves katonai szolgálati érem
- 12 éves katonai szolgálati érem
- Osztrák Császári Vaskorona-rend III. osztálya
- Osztrák Császári Vaskorona-rend I. osztályának csillagja
- Osztrák Császári Lipót-rend lovagkeresztje
- Osztrák Császári Lipót-rend csillagja és nagykeresztje
- Ezüst katonai érdemkereszt
- Ezüst érdemkereszt 1849
- Arany érdemkereszt 1849
- Krisztus Lovagrend középkeresztje
- Katonai Érdemkereszt III. osztálya
- Szent Móric és Lázár-rend tiszti keresztje
- Katonai Konstantin-rend keresztje és csillagja
- Pour le Mérite
- Szent Hubertus-rend csillagja

Von Welden táborszernagyot 1853 januárjában tiszteletbeli tábornaggyá (Feldmarschall) nevezték ki, és előterjesztették, hogy megkapja az Aranygyapjas rendet, de erre halála miatt már nem kerülhetett sor.
Ludwig von Welden kitüntetései:

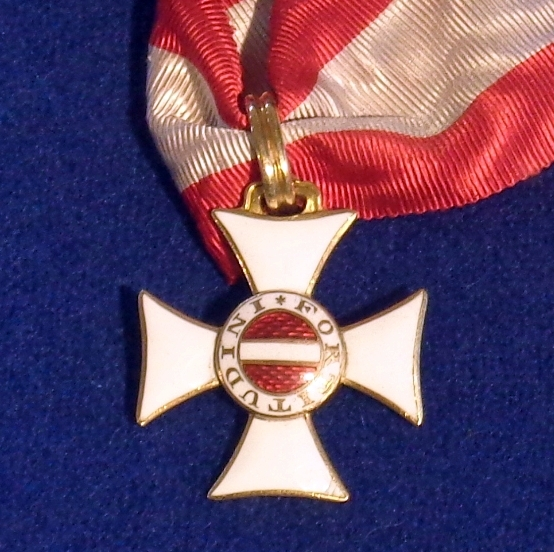
A Katonai Mária Terézia-rend lovagkeresztje
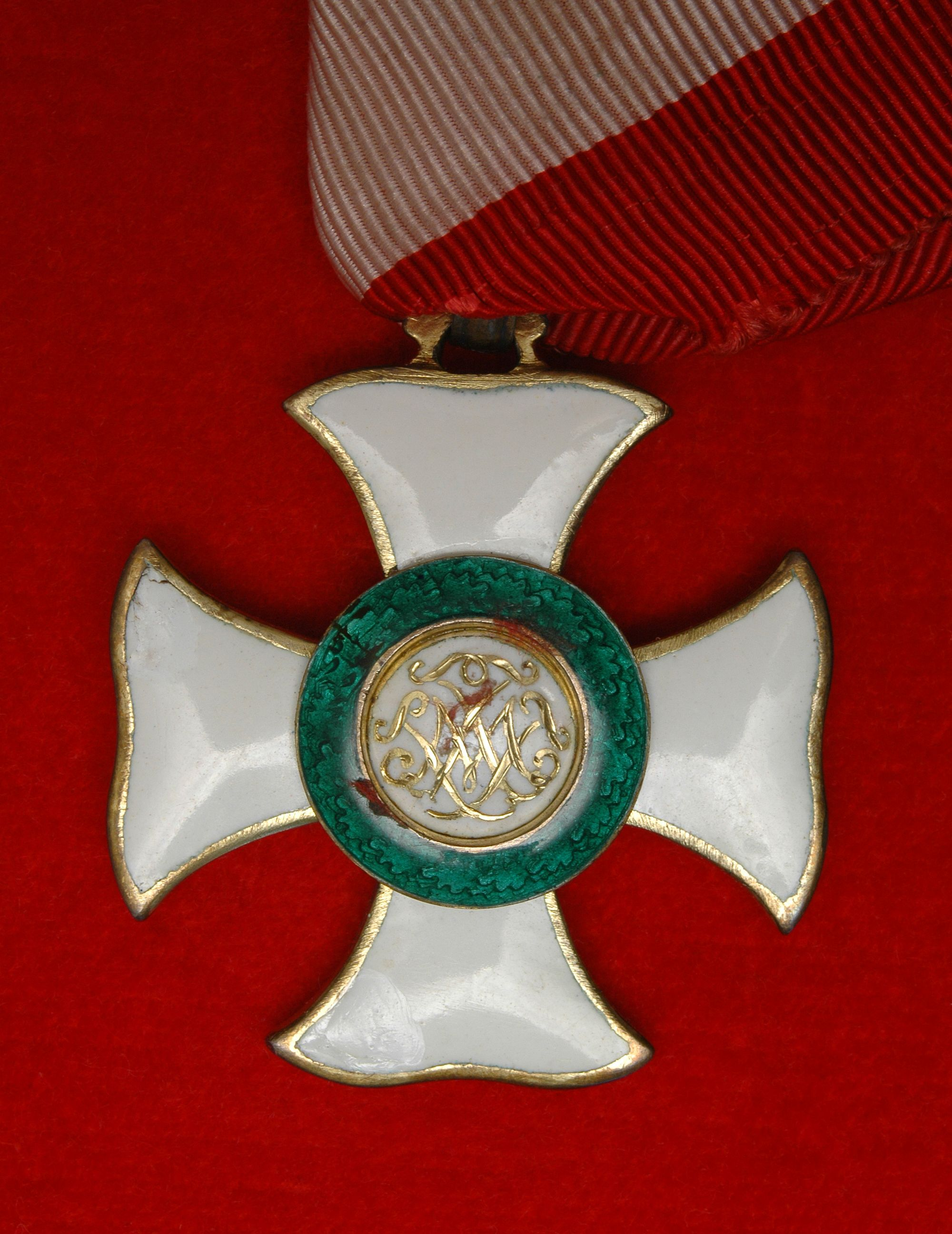
A Katonai Mária Terézia-rend parancsnoki keresztje
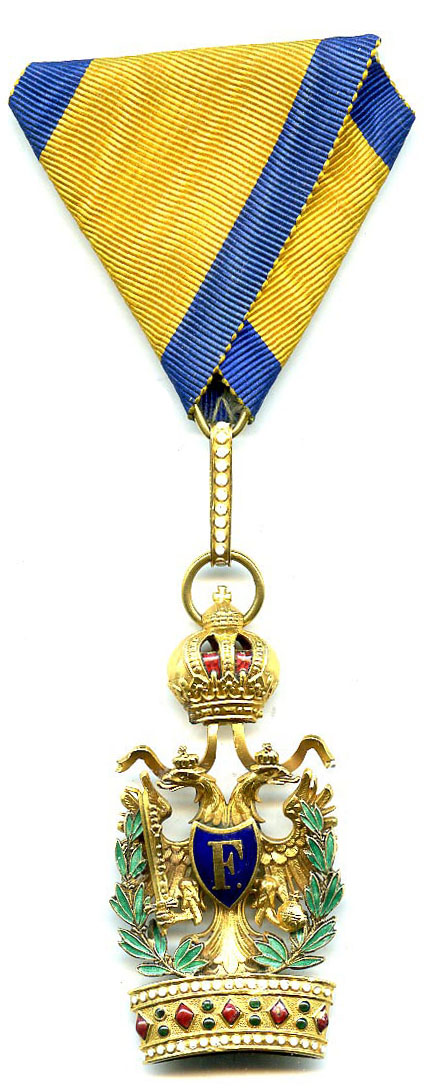
Az Osztrák Császári Vaskorona-rend III. osztálya
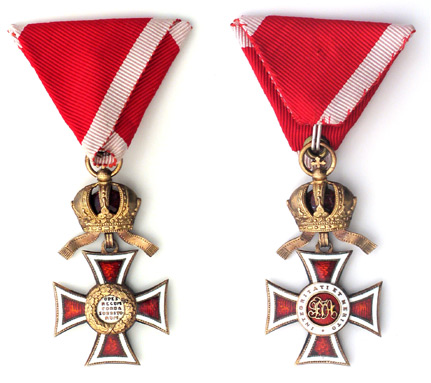
A Lipót-rend lovagkeresztje
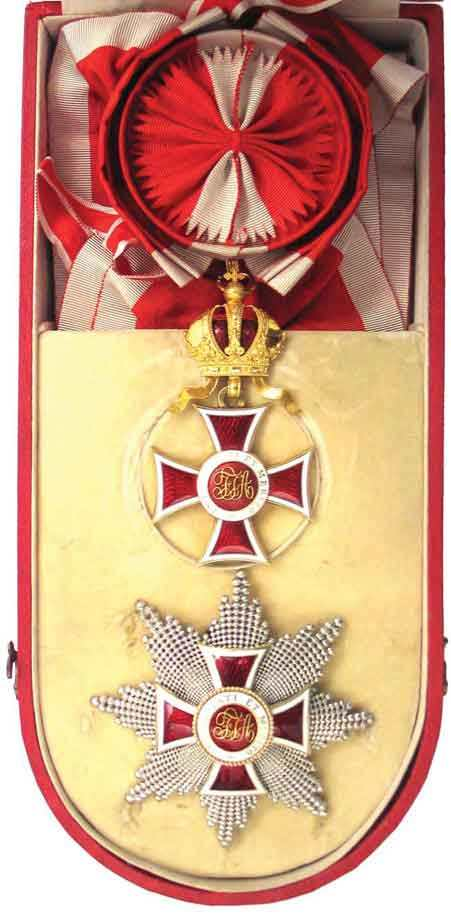
A Lipót-rend csillagja és nagykeresztje
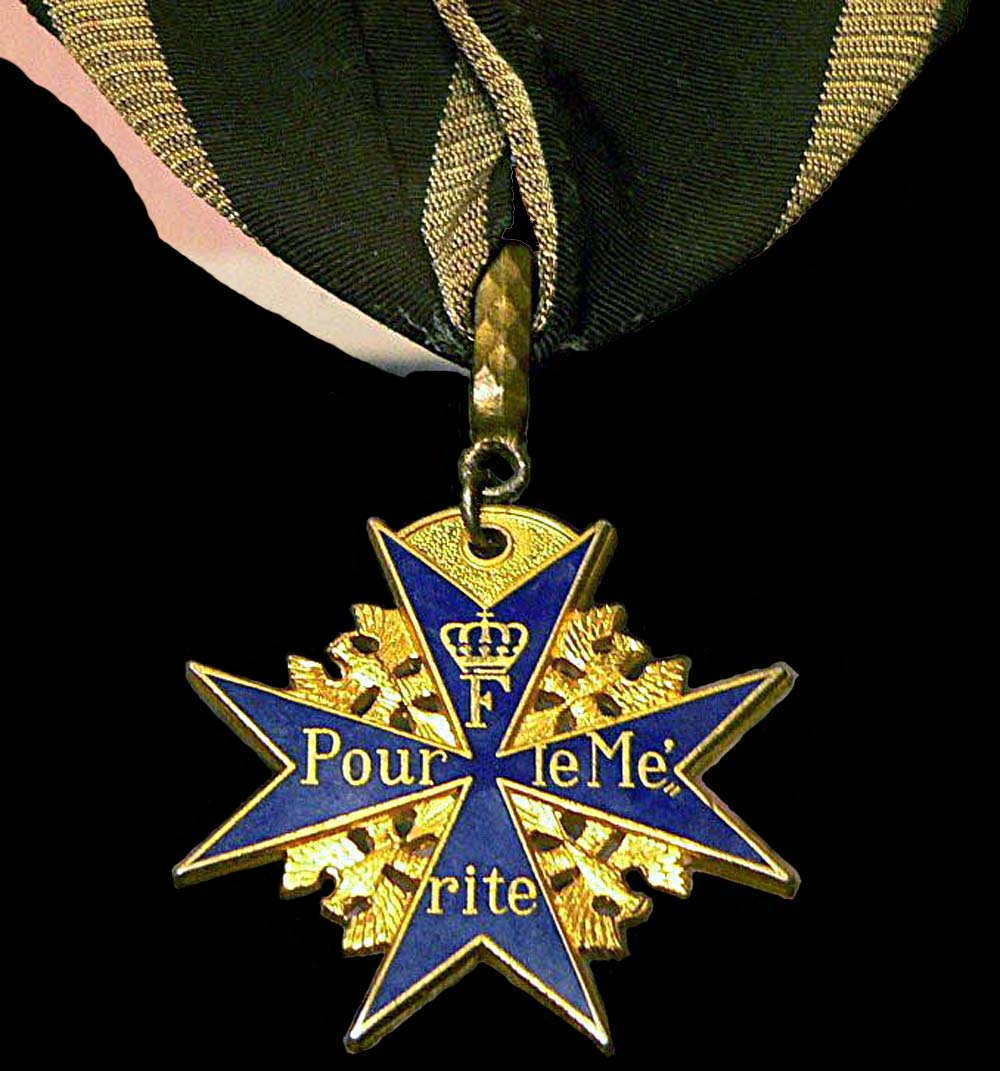
A Pour le Mérite érdemrend

## Főbb művei
- Der Monte Rosa (1825)
- Episoden aus meinem Leben (Graz, 1853)
- Der Krieg der Österreicher in Italien 1813-14. (Bécs, 1855)
- Geschichte der Feldzüge 1848-49. (Bécs, 1875)
- Der Feldzug der Österreicher gegen Russland 1812 (Bécs, 1870)
- Der Krieg von 1809 zwischen Österreich und Frankreich (Bécs, 1872)

### Németül
- Ludwig Welden: Episoden aus Meinem Leben
- Welden táborszernagy életrajza az Austria Forum lexikon honlapján
- Welden táborszernagy életrajza a Meyers lexikon honlapján